# Storia della controversia su razza e intelligenza

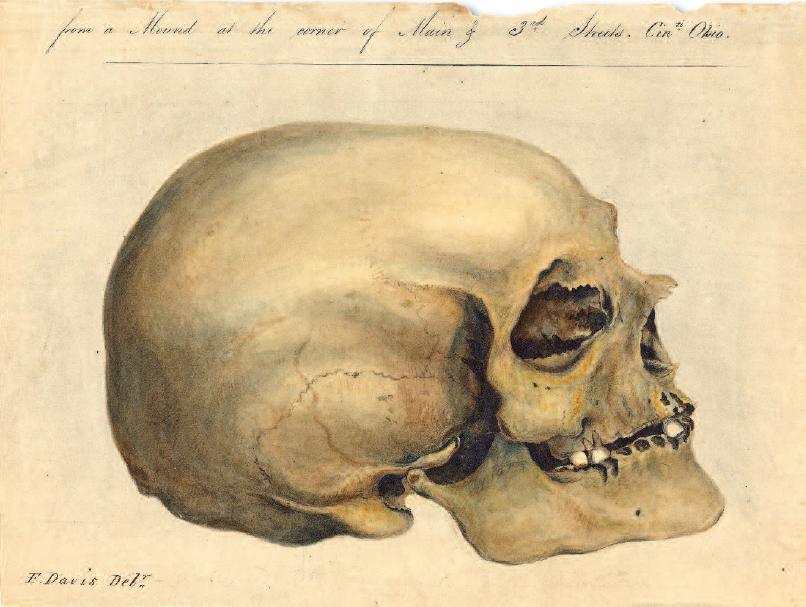
Litografia di un teschio nordamericano di Crania Americana di Samuel George Morton, 1839. Lo specialista di scienze naturali riteneva che l'intelligenza fosse correlata con le dimensioni del cervello e che variasse tra i gruppi razziali.

La storia della controversia su razza e intelligenza concerne lo sviluppo storico di un dibattito riguardante le possibili spiegazioni inerenti alle "differenze di gruppo" incontrate nello studio della razza e dell'intelligenza.
Dall'inizio della messa a punto dei test psico-sociali sul quoziente d'intelligenza nel periodo della prima guerra mondiale sono state riscontrate (e fatte debitamente notare) differenze - anche rilevanti - tra i punteggi medi di diversi gruppi di popolazione; ma non vi è stato fin dal principio alcun accordo sul fatto che ciò fosse dovuto essenzialmente a fattori ambientali e culturali o, viceversa, a causa di alcuni predeterminati fattori genetici.
Non vi è d'altra parte neppure alcun accordo sulla questione se la dicotomia radicale tra fattori ambientali e/o genetici sia nella realtà dei risultati ottenuti l'approccio più efficace al dibattito.
Tra la fine del XIX e l'inizio del XX secolo si presunse che le differenze d'intelligenza riscontrate nei diversi gruppi presi in esame fossero dovute in maniera preponderante alla "razza" di appartenenza e, a parte i test del QI, la susseguente ricerca scientifica si basò su misurazioni come la dimensione del cervello umano o i tempi di reazione.
Verso la metà degli anni 1930 la maggior parte degli studiosi di psicologia aveva oramai adottato l'opinione che i fattori culturali e ambientali fossero quelli predominanti.
Alla metà degli anni 1960 il premio Nobel per la fisica William Bradford Shockley suscitò ampie polemiche sostenendo di fatto che potrebbero esserci motivi genetici alla base della constatazione che gli afroamericani tendessero per lo più ad ottenere punteggi più bassi nei test intellettivi rispetto ai bianchi americani. Nel 1969 l'esperto di psicologia dell'educazione Arthur Jensen pubblicò un lungo articolo (How Much Can We Boost IQ and Scholastic Achievement?) contenente il suggerimento che l'"educazione compensatoria" fosse fino ad allora irrimediabilmente fallita a causa delle differenze genetiche (quindi innate, quindi soggette a ereditarietà) di gruppo.
Un dibattito del tutto simile tra accademici seguì la pubblicazione nel 1994 di The Bell Curve, opera di Richard Herrnstein e Charles Murray; il loro libro rinnovò ancora una volta il dibattito sulla questione, oltre ad un certo numero di altre notizie interdisciplinari sullo stesso tema. Una delle risposte contemporanee è stata rappresentata dalla relazione dell'American Psychological Association la quale dichiara con chiarezza di non essere stata capace di rinvenire alcuna spiegazione conclusiva per i dati sulle differenze osservate tra i punteggi medi del QI nei diversi gruppi etnici.
Recentemente sono state scoperte migliaia di varianti genetiche che hanno un'associazione significativa con l'intelligenza su tutto il genoma. Queste varianti non sono distribuite equamente tra le razze. Tuttavia, non è chiaro se queste differenze siano il risultato della selezione naturale.

## Storia

### Gli inizi
Nel corso del XVIII secolo una folta schiera di filosofi e scienziati di derivazione europea come Voltaire, David Hume, Immanuel Kant e Carl Linneo, proposero in sostanza l'esistenza di differenti abilità mentali tra quelle che al tempo venivano considerate "razze umane" distinte e più o meno perfettamente distinguibili.
Per tutto il XIX secolo e fino all'inizio del XX l'idea che vi fossero differenze riconoscibili e innate/ereditarie nelle strutture cerebrali e nelle stesse dimensioni del cervello umano di "razze diverse" - e che queste differenze spiegassero pertanto anche l'esistenza della "diversità d'intelligenza" - fu molto raccomandata e studiata.

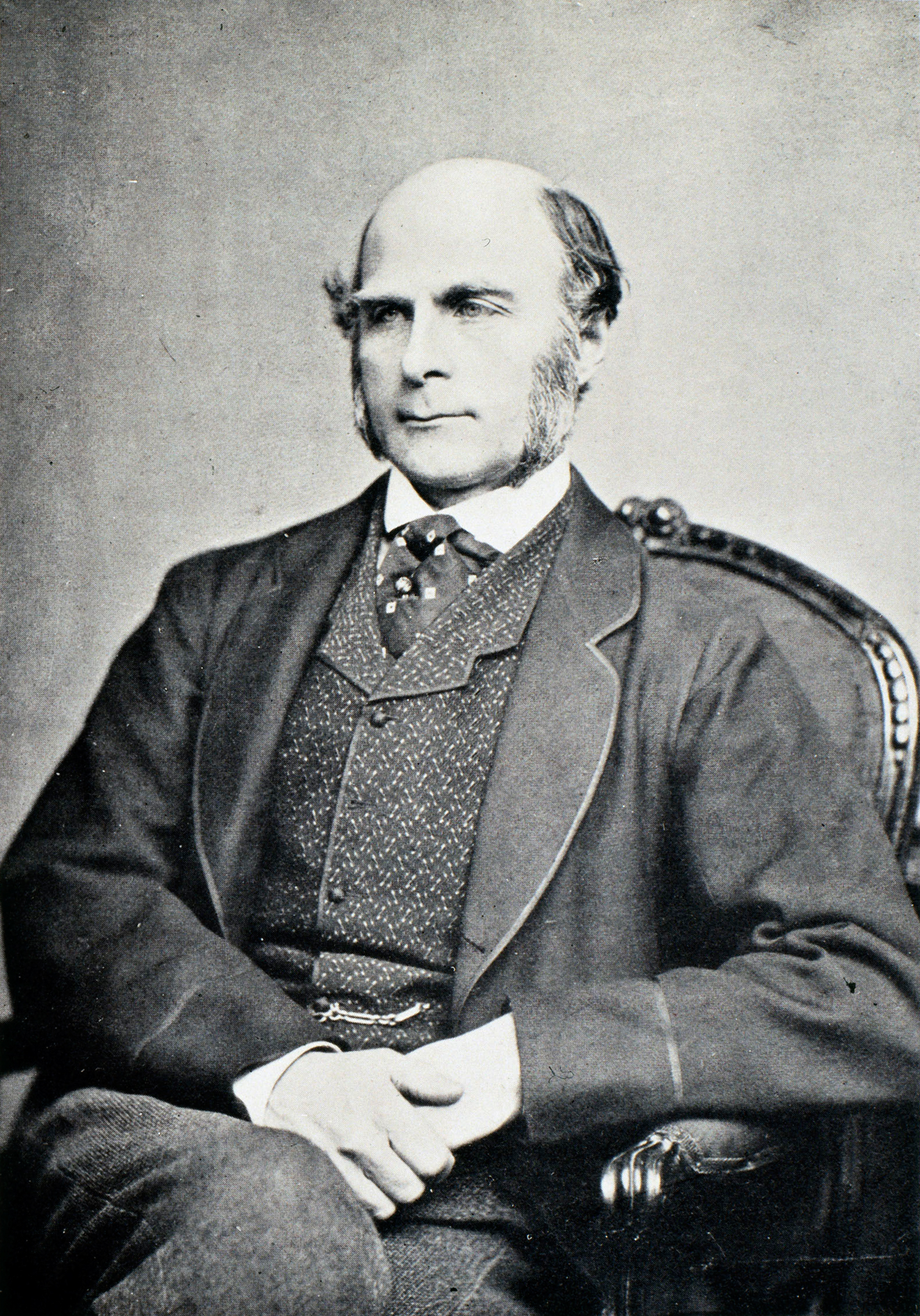
Francis Galton, l'eugenista inglese che scrisse estensivamente sulla relazione tra intelligenza e classe sociale.

Attraverso la pubblicazione del suo testo intitolato Hereditary Genius nel 1869 il politologo Francis Galton (cugino di Charles Darwin) stimolò l'interesse per lo studio rivolto alle capacità mentali, in particolar modo per quanto concerne l'ereditarietà genetica e l'eugenetica (di cui fu uno dei padri fondatori).
Mancando allora i mezzi atti a misurare per via diretta le capacità intellettuali, Galton tentò di stimare l'intelligenza media dei vari gruppi etnico/razziali basandosi essenzialmente sulle osservazioni derivate dai propri viaggi e sulle relazioni altrui; quindi sul numero e la qualità dei risultati intellettuali di diversi gruppi, oltre che sulla percentuale di "uomini eminenti" (maschi) presenti in ciascuno.
Giunse così a sostenere che l'intelligenza fosse normalmente distribuita in tutti i gruppi razziali ed etnici, seppur i mezzi della sua distribuzione variassero notevolmente tra i gruppi stessi. In questa stima galtoniana gli antichi greci attici (per lo più ateniesi) erano stati la popolazione con la più elevata intelligenza media della storia della civiltà occidentale, seguiti subito dopo dagli inglesi contemporanei; il negroide africano si sarebbe invece trovato ad un livello decisamente inferiore e gli aborigeni australiani nel gradino più basso in assoluto.
Non ebbe l'occasione di studiare mai specificamente gli ebrei, ma non mancò di osservare che "sembrano essere ricchi di famiglie con un alto livello di intelligenza razziale".
Nel 1895 R. Meade Bache dell'Università della Pennsylvania pubblicò un articolo su Psychological Review asserendo che il tempo di reazione va ad aumentare con l'evoluzione; supportò una tale affermazione con dati i quali avrebbero dimostrato un aumento dei tempi di reazione tra i bianchi americani rispetto a quelli dei nativi americani degli Stati Uniti d'America e degli afroamericani, con i secondi che avevano il tempo di reazione più breve.
Egli ipotizzò che il tempo più lungo necessario ai bianchi doveva essere spiegato dal fatto che questi possedevano dei "cervelli maggiormente contemplativi", che di conseguenza non riuscivano a funzionare bene su compiti che richiedevano risposte automatiche immediate. Questo rappresentò uno dei primi esempi di razzismo scientifico contemporaneo statunitense, ove la scienza venne utilizzata per rafforzare le credenze nella "superiorità innata" di una particolare razza (nello specifico la razza nordica di derivazione anglosassone).
Nel 1912 il laureato in psicologia della Columbia University Frank Bruner esaminò la letteratura scientifica disponibile sulla percezione uditiva in soggetti bianchi e negri nello Psychological Bulletin, giungendo a caratterizzare:
Nel 1916 George O. Ferguson condusse ricerche nel suo "Columbia Ph.D" con una tesi su la psicologia del negro rinvenendovi una totale carenza di pensiero astratto, ma con risultati molto buoni di reazione nelle risposte fisiche immediate; concludendo quindi con la raccomandazione che ciò avrebbe di norma anche dovuto riflettersi nell'educazione impartita e nelle conseguenti capacità intellettive.

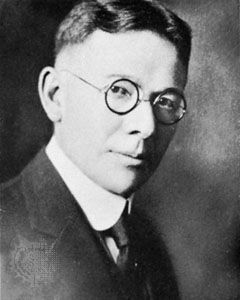
Foto di Lewis Madison Terman.

In quello stesso anno Lewis Madison Terman, nel manuale che accompagnava il test di intelligenza Stanford-Binet, si riferì alla più alta frequenza di "deficienti" tra i gruppi razziali statunitensi non bianchi e affermando che ulteriori ricerche sulla differenza intellettuale razziale avrebbero dovuto venire condotte al più presto e che le "differenze razziali enormemente significative nell'intelligenza generale" non potevano essere sanate in alcuna maniera dall'educazione ricevuta.

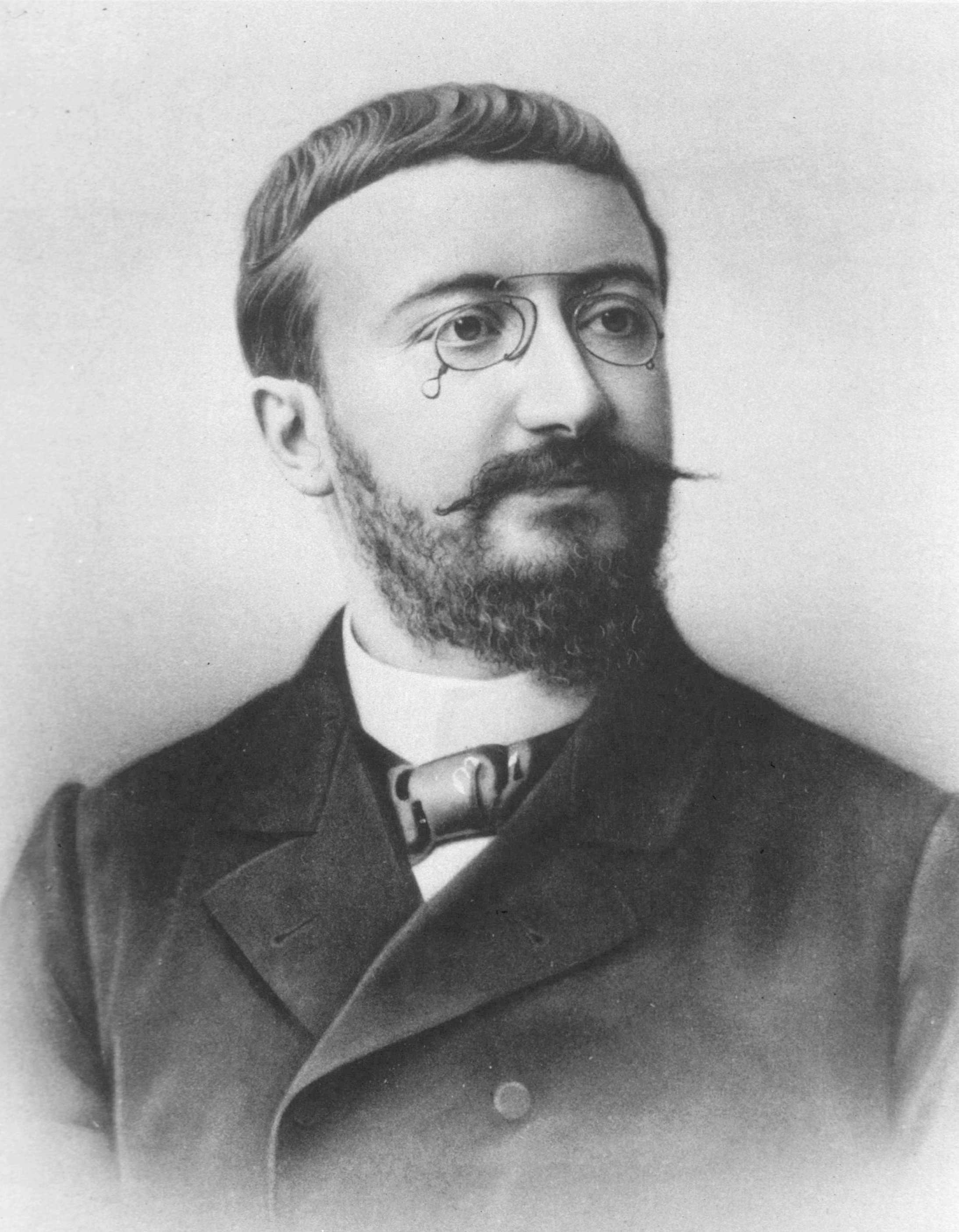
Alfred Binet (1857-1911), creatore del primo test sul Quoziente d'intelligenza.

Nel 1916 una squadra di psicologi guidata da Robert Yerkes e comprendente Terman e Henry H. Goddard adattò i test di Stanford-Binet come test a gruppi a scelta multipla da utilizzare nell'United States Armed Forces. Tre anni dopo lo stesso Yerkes ideò una versione rinnovata del test per poter essere sottoposta anche ai civili, il "National Intelligence Test", che fu alla fine usato a tutti i livelli dell'istruzione e del campo lavorativo.
Esattamente come Terman, anche Goddard aveva già sostenuto nel suo libro intitolato Feeble-mindedness: Its causes and consequences (1914) che la "debolezza mentale" era senza alcun ombra di dubbio ereditaria; nel 1920 Yerkes nel suo Yoakum on the Army Mental Tests descrisse come i detti test "erano originariamente intesi, e ora sono sicuramente riconosciuti, per poter misurare l'abilità intellettuale nativa".

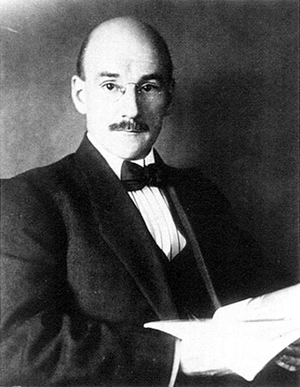
Lo psicologo Henry H. Goddard aveva suggerito con Terman che la "debolezza mentale" fosse causata da ereditarietà genetica.

Sia Goddard che Terman sostennero quindi con forza che tutti i "deboli di mente" non dovessero in nessun caso venire autorizzati a riprodursi.
Negli Stati Uniti d'America, tuttavia, indipendentemente e prima degli stessi test del QI, si sviluppò una forte pressione a livello istituzionale per mettere in atto tali politiche di "pulizia e igiene eugenetica", da imporre con la sterilizzazione obbligatoria; a tempo debito i test del QI furono poi usati come giustificazione per sterilizzare anche tutti coloro che venivano etichettati come affetti da "ritardo mentale".
Venne inoltre sostenuto che i test del QI avrebbero dovuto essere utilizzati come forma di controllo dell'immigrazione negli Stati Uniti d'America. Fin dal 1917 Goddard riferì sugli estremamente bassi punteggi del QI tra la stragrande maggioranza dei nuovi arrivati a Ellis Island (innanzitutto dall'Europa orientale e dall'Europa meridionale); mentre Yerkes da parte sua sostenne - dai propri punteggi nei test militari - l'esistenza di livelli di QI sempre più bassi tra gli immigrati sud-europei, il che poteva pericolosamente condurre ad un irreversibile declino dell'intelligenza nazionale.
Nel 1923, nel suo libro A study of American intelligence, Carl Brigham - professore all'Università di Princeton -
sostenne che sulla base dei test eseguiti nell'United States Army: "Il declino dell'intelligenza è dovuto a due fattori, il cambiamento delle razze che migrano in questo paese e al fattore aggiuntivo di inviare rappresentanti di ogni razza sempre più bassi e inferiori intellettualmente". Giunse quindi alla conclusione che "i passi che dovrebbero essere intrapresi per preservare o aumentare la nostra attuale capacità mentale devono ovviamente essere dettati dalla scienza e non da opportunità politiche. L'immigrazione non dovrebbe essere solo restrittiva, ma anche altamente selettiva".
L'"Immigration Act of 1924" mise effettivamente in pratica tali raccomandazioni, introducendovi quote basate sul censimento degli Stati Uniti d'America del 1890, prima quindi delle grandi ondate migratorie provenienti da Polonia e Regno d'Italia (i due paesi europei maggiormente affetti da "deficienza mentale congenita"). Mentre Stephen Jay Gould e Kamin sostengono che le conclusioni ottenute con l'aiuto della psicometria sulla superiorità nordica ebbero una profonda influenza sull'istituzionalizzazione della legge sull'immigrazione del 1924, altri studiosi hanno altresì ribadito che "la definitiva promulgazione della legge razzista sull'immigrazione" non fu influenzata in modo cruciale dai contributi di Yerkes o di altri psicologi operanti sul campo a quei tempi.

### Dal 1920 al 1960
Nel corso degli anni 1920 gli psicologi cominciarono a mettere in discussione le ipotesi sottostanti alle differenze razziali nell'espressione dell'intelligenza; sebbene non le stessero mettendo radicalmente in discussione si ritenne però che esse esistessero in realtà su una scala molto inferiore di quanto si fosse supposto fino ad allora, quindi provocate da fattori anche assai diversi dall'ereditarietà genetica.
Nel 1924 Floyd Henry Allport - considerato il padre della psicologia sociale - scrisse nel suo libro Social Psychology che lo studioso di sociologia francese Gustave Le Bon si trovava in errore nell'affermare che "esisteva un divario tra specie superiori ed inferiori", indicando al suo posto l'"eredità sociale" e i "fattori ambientali" come agenti/coefficienti che debbono venire contabilizzati per interpretare al meglio le differenze esistenti. Ciò nonostante anch'egli ammise che "l'intelligenza della razza bianca è di un ordine più versatile e complesso di quella della razza nera, ed è probabilmente superiore a quella delle razze rosse o gialle".
Nel 1929 Robert S. Woodworth nel proprio libro di testo intitolato Psychology: a study of mental life non fece alcuna affermazione sulle differenze innate nell'espressione intellettuale tra le razze, puntando invece tutta la sua attenzione sui fattori socio-ambientali e culturali. Considerò più che mai opportuno sospendere il giudizio e tenere gli occhi aperti di anno in anno per poter giungere a rinvenire prove fresche e più probanti che saranno molto probabilmente scoperte a breve".

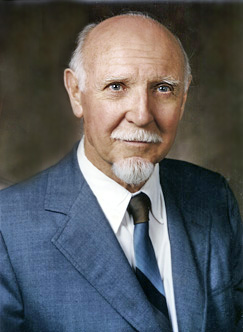
Foto di Raymond Cattell, che si rivelerà in seguito uno dei principali sostenitori di Arthur Jensen.

A partire dagli anni 1930 lo psicologo inglese Raymond Cattell diede alle stampe tre trattati, rispettivamente Psychology and Social Progress (1933), The Fight for Our National Intelligence (1937) e Psychology and the Religious Quest (1938). Il secondo di questi venne fatto pubblicare dalla "Eugenics Society" di cui l'autore era stato uno dei massimi ricercatori: predisse le disastrose conseguenze causate dal declino inarrestabile dell'intelligenza media nel Regno Unito (un punto percentuale per decennio) se non si fossero presi immediati provvedimenti.
Nel 1933 Cattell aveva già scritto che, tra tutte le razze europee, la "razza nordica era la più evoluta nell'intelligenza e nella stabilità del temperamento", sostenendo con forza "nessuna miscela di sangue tra gruppi razziali" perché "il conseguente rimescolamento di impulsi e unità psichiche riunisce in ciascun individuo un numero di forze che possono essere incompatibili tra di loro".
Razionalizzò inoltre "l'odio e l'orrore... per la pratica ebraica di vivere in altre nazioni invece di formare un proprio gruppo indipendente autosufficiente", riferendosi a loro come "intrusi" con un "astuto spirito di calcolo". Raccomandò quindi una rigida separazione razziale per prevenire la mescolanza razziale e riferendosi a coloro che suggerivano che gli individui dovessero venire giudicati esclusivamente in base ai loro meriti, indipendentemente quindi dal contesto razziale, come "crolli di razza".
Concluse asserendo che in passato "i rami più arretrati dell'albero del genere umano" erano stati tagliati come "i nativi americani, gli Aborigeni australiani, i mulatti e i negri i quali erano stati sottoposti a spargimenti di sangue nelle loro terre d'origine", del tutto ignari della "biologica" razionalità di quel destino. Sostenne quindi per il proprio tempo una soluzione più illuminata: dal controllo delle nascite (contraccezione, dalla sterilizzazione e dalla "vita in riserve e asili adattati ai loro bisogni", dove le "razze che hanno finito con il servire il loro turno nella storia dovrebbero essere condotte verso l'eutanasia".
Cattell considerò i neri naturalmente inferiori, a causa della "loro ridotta capacità cranica": nel 1937 giunse a lodare la Germania nazista per le sue legislazioni eugenetiche e per "essere stato il primo paese ad adottare la sterilizzazione insieme ad una politica di miglioramento razziale". Nel 1938, dopo che i giornali avevano riferito della segregazione razziale degli ebrei nei ghetti nazisti prima e nei campi di concentramento poi, commentò che l'ascesa della Germania "dovrebbe essere accolta dall'uomo religioso come una prova rassicurante che nonostante la ricchezza e le facilità moderne, non ci sarà permesso... adottare sciocche pratiche sociali in un fatale distacco dal flusso dell'evoluzione".
Alla fine del 1937 Cattell si trasferì oltreoceano su invito dello psicologo Edward Lee Thorndike della Columbia University, anch'egli coinvolto nell'eugenetica negli Stati Uniti d'America. Trascorse il resto della sua vita lì come psicologo di ricerca, dedicandosi dopo la pensione a ideare e pubblicizzare una versione raffinata della sua ideologia degli anni 1930 che chiamò "Beyondismo".

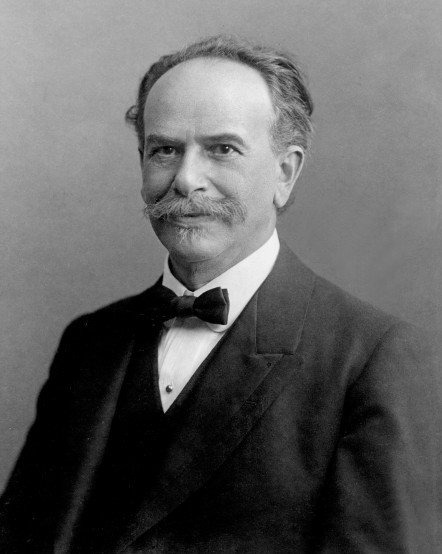
Franz Boas, considerato il padre dell'antropologia negli Stati Uniti d'America, ha avuto un'influenza duratura sul lavoro di Otto Klineberg e della sua generazione.

Nel 1935 intanto il canadese Otto Klineberg scrisse due libri, Negro Intelligence and Selective Migration e Race Differences, respingendo con sdegno le affermazioni secondo cui gli afroamericani negli Stati federati del Nord sarebbero stati "per natura" più intelligenti di quelli del profondo Sud; sostenne invece che non vi era alcuna prova scientifica delle differenze razziali nell'intelligenza e che pertanto ciò non dovrebbe essere usato come giustificazione per le politiche assunte in materia di istruzione o di impiego.
La visione dell'ereditarietà genetica nell'ambito dell'intelligenza iniziò parzialmente a cambiare negli anni 1920 soprattutto in reazione alle eccessive affermazioni eugenetiche riguardanti le capacità e il carattere morale, ma anche a causa dello sviluppo di convincenti argomenti a favore degli influssi ambientali. Negli anni 1940 molti psicologi, in particolare gli studiosi di psicologia sociale, presero a sostenere che fattori ambientali e culturali, oltre a discriminazione e pregiudizio, fornivano una spiegazione assai più probabile delle disparità nel campo dei risultati intellettuali.
Secondo Franz Samelson questo cambiamento di atteggiamento si era diffuso fino ad allora, con pochissimi studi sulle differenze razziali nell'intelligenza, un mutamento messo bene in evidenza da un aumento del numero di psicologi provenienti non da uno sfondo anglosassone, ma di provenienza ebraica. Altri fattori che hanno influenzato gli psicologi americani sono stati i cambiamenti economici causati dalla grande depressione e la riluttanza a rischiare di essere associati alle affermazioni del nazionalsocialismo sulla presunta esistenza di una razza superiore.
La dichiarazione sulla razza dell'UNESCO nel 1950, preparata in consultazione con scienziati tra cui Klineberg, ha creato un ulteriore tabù contro la conduzione di ricerche scientifiche su questioni legate alla razza: Adolf Hitler dal canto suo si premurò di vietare i test del QI in quanto essenzialmente "ebrei", esattamente come fece Iosif Stalin poiché erano troppo inficiati dalla "borghesia".

### Dal 1960 al 1980

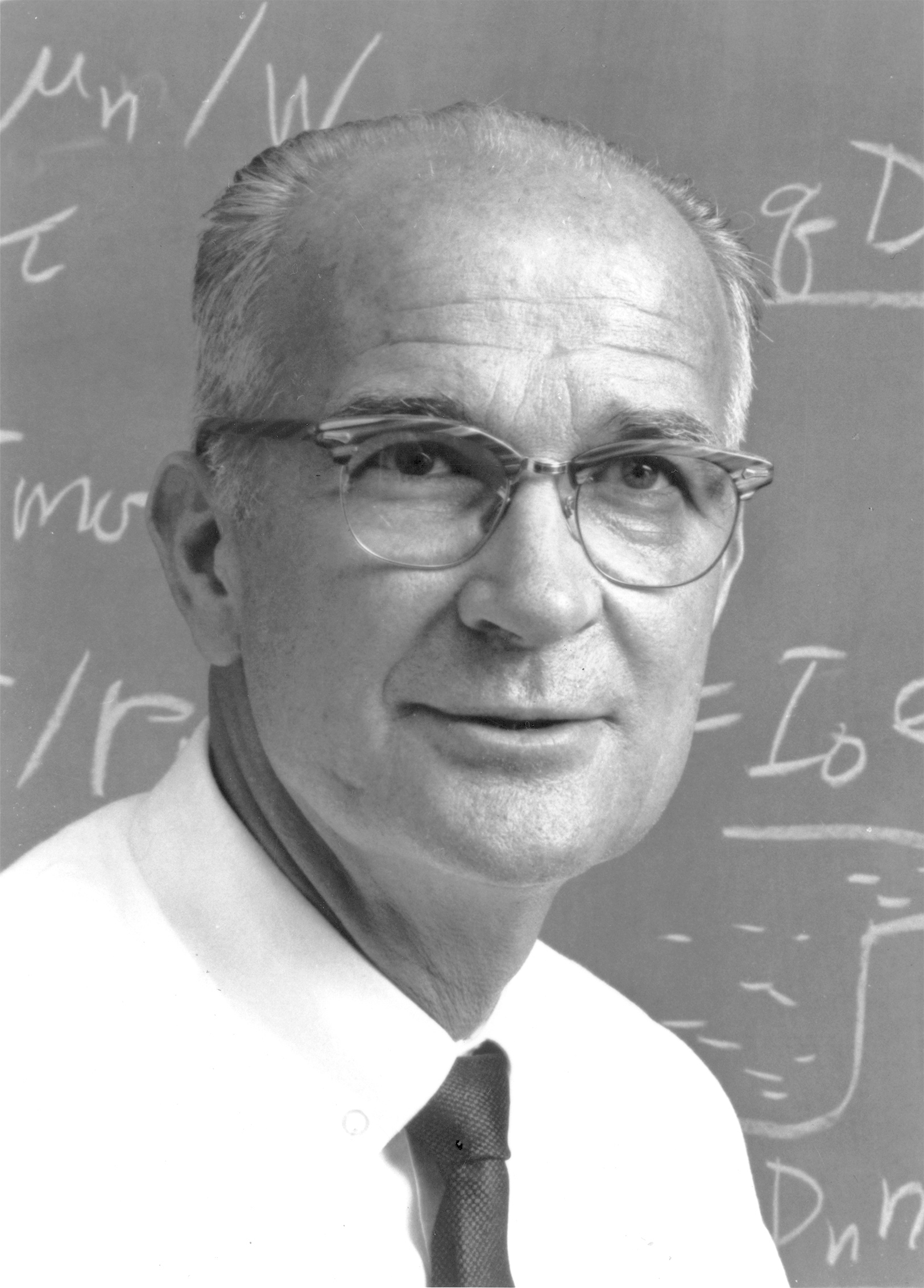
William Bradford Shockley, il premio Nobel per la fisica, ha suggerito che il calo del QI medio negli Stati Uniti potrebbe essere facilmente risolto con la pratica eugenetica.

Nel 1965 William Bradford Shockley, premio Nobel per la fisica nonché professore all'Università di Stanford, fece una dichiarazione pubblica alla conferenza indetta sul tema le genetica e il futuro dell'uomo accennando ai previsti problemi inerenti al "deterioramento genetico" nell'essere umano prodotti da "un'evoluzione al contrario".
Affermò quindi che i sistemi di supporto sociale progettati per portare aiuto agli svantaggiati "hanno un effetto di regressione"; successivamente asserì che il gruppo di popolazione statunitense maggiormente competente erano senza alcun ombra di dubbio i discendenti dei coloni europei originari, ciò a causa essenzialmente delle estreme condizioni selettive imposte dalle dure condizioni di vita (selezione naturale) del primo colonialismo.
Parlando poi della cosiddetta "schiavitù genetica" degli afroamericani, a causa di un tasso di natalità eccezionalmente elevato, lo scienziato scoraggiò apertamente l'istruzione pubblica come possibile rimedio, suggerendo invece al suo posto la sterilizzazione e la contraccezione. Per tutto il successivo decennio continuò a discutere a favore di questa posizione, sostenendo che veniva espressa non basandosi sul pregiudizio bensì su "statistiche solide".

Foto di Carleton Putnam nel 1939.

Le ripetute dichiarazioni pubbliche e poi anche le pressioni politiche lo misero così presto in contatto con coloro che gestivano il "Pioneer Fund" il quale successivamente, tramite l'intermediazione dello scrittore e uomo d'affari segregazionista Carleton Putnam, ebbe l'occasione di fornire il proprio sostegno finanziario per le attività di gruppo di pressione in quest'area della ricerca scientifica: il tutto ampiamente riportato dalla stampa.
Assieme all'esperto di psicologia Robert Travis Osborne dell'Università della Georgia - apertamente schierato a favore alla segregazione razziale negli Stati Uniti d'America - in qualità di consulente Shockley costituì la "Foundation for Research and Education on Eugenics and Dysgenics" (FREED). Seppure il suo scopo dichiarato fosse "esclusivamente scientifico ed educativo con obiettivi legati alla popolazione umana e ai problemi della sua qualità" FREED agì principalmente come un'agenzia di lobbying per la diffusione delle idee del fisico sull'eugenetica.

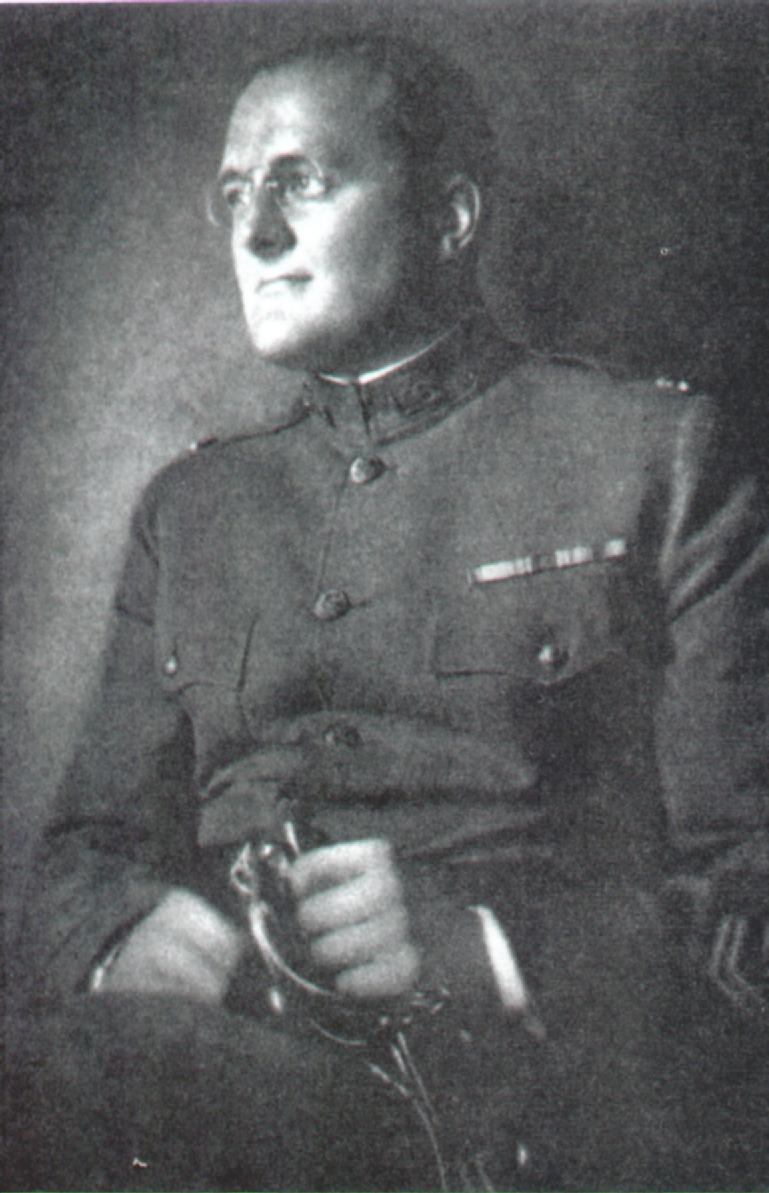
Wickliffe Draper, fondatore del Pioneer Fund.

Il "Pioneer Fund" venne creato dall'attivista politico Wickliffe Draper nel 1937 per la realizzazione di uno dei suoi scopi di filantropia, ovvero l'aiuto allo "studio e ricerca sui problemi dell'ereditarietà genetica e dell'eugenetica nella razza umana" oltre che "sui problemi del miglioramento della razza con particolare riferimento al popolo degli Stati Uniti d'America".
A partire dalla fine degli anni 1950 in poi, a seguito della sentenza espressa dalla Corte Suprema nel caso Brown contro Board of Education sulla segregazione scolastica negli Stati Uniti d'America, l'organizzazione sostenne apertamente sia psicologi che altri scienziati i quali si dichiararono apertamente favorevoli alla prosecuzione della segregazione razziale.
Alla fine tutti i suoi maggiori esponenti giunsero a ricoprire posizioni accademiche negli Stati Uniti meridionali, in particolare Henry Edward Garrett (capo del dipartimento di psicologia alla Columbia University fino al 1955), Wesley Critz George, Frank CJ McGurk, il succitato R. Travis Osborne e Audrey M. Shuey, che scrisse nel 1958 The Testing di Negro Intelligence volendo dimostrare "la presenza di differenze innate tra negri e bianchi così come viene con estrema chiarezza determinato dai test di intelligenza".
Nel 1959 Garrett contribuì a fondare l'"International Association for the Advancement of Ethnology and Eugenics", un'associazione di etnologia a promozione della segregazione. Nel 1961 accusò lo spostamento intenzionale, che descrisse come la "bufala scientifica del secolo", dall'ereditarietà genetica alla scuola di pensiero - il "culto Boas" - promosso dai suoi ex colleghi della Columbia, in particolare Franz Boas e Otto Klineberg, e più in generale le "organizzazioni dell'ebraismo militante", la maggior parte delle quali "sostiene belligeratamente il dogma egualitario, che accettano come se fosse stato anche solo scientificamente minimamente provato e assodato".
Indicò inoltre anche le chiare origini marxiste sottese ad un tale spostamento di paradigma, scrivendo in un opuscolo intitolato Desegregation; fact and hokum che "è certo che i comunisti hanno aiutato molto nell'accettazione e nella massiva diffusione dell'uguaglianza sociale, anche se poi l'estensione e soprattutto il metodo del loro aiuto effettivo rimane assai difficile da valutare. L'ugualitarismo è una buona dottrina marxista, non è pertanto probabile che cambi con le rotazioni nella linea politica interna del Cremlino".
Nel 1951 - all'inizio del maccartismo - Garrett si era persino spinto a denunciare Klineberg all'FBI per aver sostenuto "molte teorie comuniste", compresa l'idea che "non vi sono differenze sostanziali nelle razze dell'umanità". 

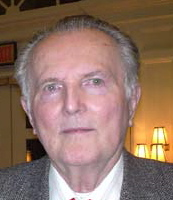
Arthur Jensen, professore di psicologia dell'educazione alla UC Berkeley che scrisse l'articolo del 1969 sull'intelligenza che divenne uno più controversi nella storia della psicologia.

Una delle campagne di lobbying messe in atto da Shockley arrivò a coinvolgere anche lo studioso di psicologia dell'educazione Arthur Jensen dell'Università della California - Berkeley. Sebbene al principio della propria carriera quest'ultimo avesse preferito i fattori ambientali piuttosto che quelli genetici come la spiegazione migliore possibile riguardo alle differenze razziali nel campo dell'intelligenza, quando si venne a trovare al "Center for Advanced Study in the Behavioral Sciences" a Stanford tra il biennio 1966-67 mutò repentinamente idea.
Fu qui che s'incontrò con lo stesso Shockley e, attraverso di lui, Jensen ricevette l'adeguato sostegno economico per portare avanti la propria ricerca proprio grazie al contributo fondamentale versatogli dal "Pioneer Fund". Sebbene i loro due nomi dovessero in seguito venire collegati dai mezzi di comunicazione di massa Jensen non fa mai la benché minima menzione di Shockley come influenza importante sul suo pensiero negli scritti successivi.
Descrisse invece altresì come decisivo il lavoro svolto accanto a Hans Eysenck, menzionando inoltre il suo acceso interesse nei riguardi delle teorie del comportamentismo assunte da Clark Hull; concludendo con l'affermazione di aver abbandonato in gran parte in quanto le ha trovate incompatibili con le scoperte sperimentali durante i suoi anni a Berkeley.
In un articolo del 1968 fatto pubblicare in Disadvantaged Child Jensen mise radicalmente in discussione l'efficacia dei programmi di sviluppo e di "guerra alla povertà" infantile (messi nel frattempo a punto dalla presidenza di Lyndon B. Johnson) scrivendo:

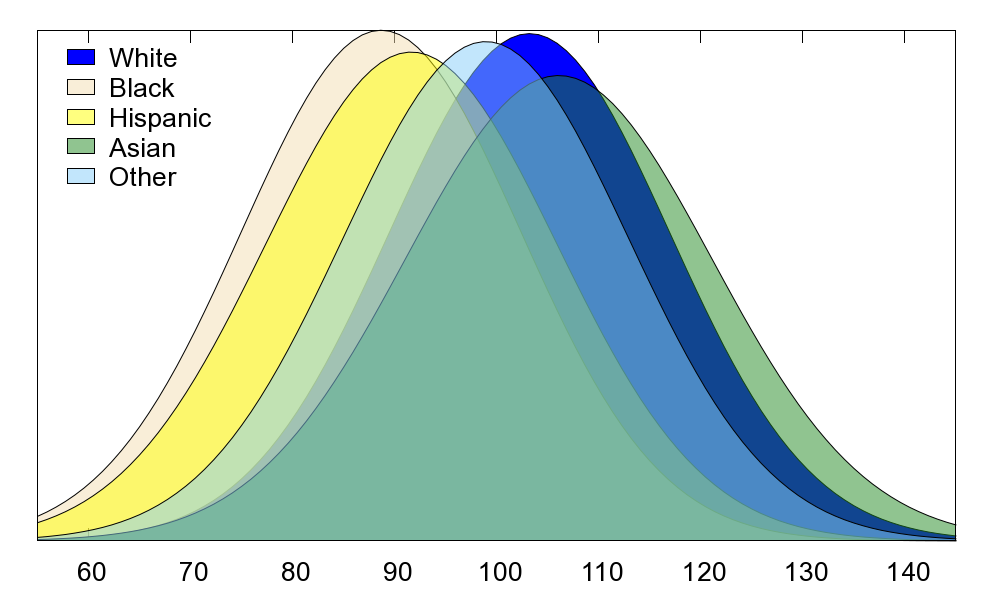
Risultati dei test per il Quoziente d'intelligenza suddivisi per etnia: i bianchi e gli asiatici sarebbero più intelligenti dei neri e degli ispanici.

L'anno seguente Jensen scrisse un lungo articolo nella Harvard Educational Review intitolato: Quanto possiamo ancora aumentare il Quoziente d'intelligenza e il successo scolastico? (How Much Can We Boost IQ and Scholastic Achievement?). Lungo 123 pagine, in esso insistette sull'accuratezza e la completa mancanza di pregiudizi nella conduzione dei test di intelligenza, affermando che la quantità assoluta del fattore g misurata - il fattore di intelligenza generale - introdotta per la prima volta dallo psicologo inglese Charles Spearman nel 1904 "si ergeva come una roccia di Gibilterra nella psicometria".
Sottolineò quindi l'importanza delle necessarie considerazioni biologiche nell'espressione dell'intelligenza umana, commentando che "la credenza nella quasi infinita plasticità cerebrale, la negazione del tutto simile a quella dello struzzo [che nasconde la testa nella sabbia] dei fattori biologici nelle differenze individuali, ed il disprezzo del ruolo assunto dalla genetica nello studio dell'intelligenza possono solamente ostacolare la ricerca e la comprensione delle condizioni, dei processi e dei limiti attraverso i quali l'ambiente sociale influenza il comportamento umano".
Sostenne a lungo che, contrariamente all'ortodossia dell'influenza ambientale, l'intelligenza dipendeva in parte dagli stessi fattori genetici che influenzano anche altri attributi fisici. Più controverso ancora, ipotizzò brevemente che la differenza nelle prestazioni a scuola tra neri e bianchi potrebbe avere una spiegazione parzialmente genetica, commentando che vi erano 

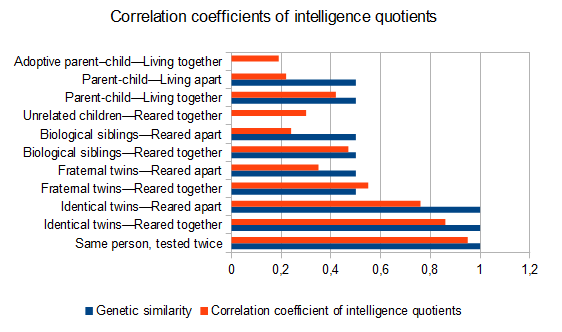
La barra blu è la somiglianza genetica da 0 a 1 e la barra arancione è il coefficiente di correlazione dei quozienti di intelligenza da 0 a 1. I diagrammi dimostrano che il QI dipende sia dal patrimonio genetico che dal Milieu d'appartenenza.

Sostenne pertanto l'allocazione delle risorse educative esclusivamente in base al merito e insistette strenuamente sulla stretta correlazione tra intelligenza e status occupazionale, affermando che "in una società che valorizza e premia il talento e il merito dell'individuo, i fattori genetici assumono inevitabilmente una notevole importanza".
Preoccupato per il fatto che il QI medio negli Stati Uniti fosse inadeguato a rispondere alle crescenti esigenze di una società industrializzata, predisse che le persone con QI inferiore sarebbero velocemente divenute "disoccupabili", mentre allo stesso tempo vi sarebbe un numero insufficiente con QI più alto per ricoprire cariche professionali.
Sentì poi che la riforma eugenetica avrebbe prevenuto questo rischio molto più efficacemente dell'istruzione compensativa, supponendo che "la tecnica per elevare l'intelligenza di per sé nel senso di g, probabilmente si trova più nella scienza biologica che in psicologia o nell'ambito dell'istruzione pubblica".
Non mancò neppure di sottolineare che l'intelligenza e le dimensioni della famiglia erano inversamente correlate, in particolare tra la popolazione nera, così che l'attuale tendenza dell'intelligenza nazionale media seguiva un effetto disgenico piuttosto che eugenetico. Come scrisse:

Concluse sottolineando l'importanza dell'istruzione centrata sul bambino. Sebbene una tradizione si fosse sviluppata per l'uso esclusivo dell'apprendimento cognitivo nelle scuole, Jensen sostenne che esso non era per nulla adatto al "patrimonio genetico e culturale di questi bambini": pur essendo capaci di apprendimento e memorizzazione associativi (abilità "Livello I"), pur avevano difficoltà con il ragionamento concettuale astratto (abilità "Livello II").
Sentì che in queste circostanze il successo dell'istruzione dipendeva dallo sfruttamento "dell'effettivo apprendimento potenziale che è latente nei modelli di abilità di questi bambini", suggerendo che, al fine di garantire l'uguaglianza delle opportunità "le scuole e la società tutta devono fornire una gamma e una varietà di metodi, programmi e obiettivi educativi e di opportunità occupazionali, tanto ampie quanto la gamma delle capacità umane".
Più tardi, scrivendo su come era nato l'articolo, Jensen disse che i redattori della rivista gli avevano espressamente chiesto di includere il suo punto di vista sull'ereditabilità delle differenze di razza, questione su cui non aveva ancora mai pubblicato alcunché in precedenza. Egli sostiene inoltre che solo il 5% dell'articolo ha toccato il tema della differenza di razza nel QI.
Cronbach (1975) ha anche fornito un resoconto dettagliato di come gli studenti editori di Harvard Educational Review hanno commissionato e negoziato quello che avrebbe dovuto essere il contenuto dell'articolo stesso.

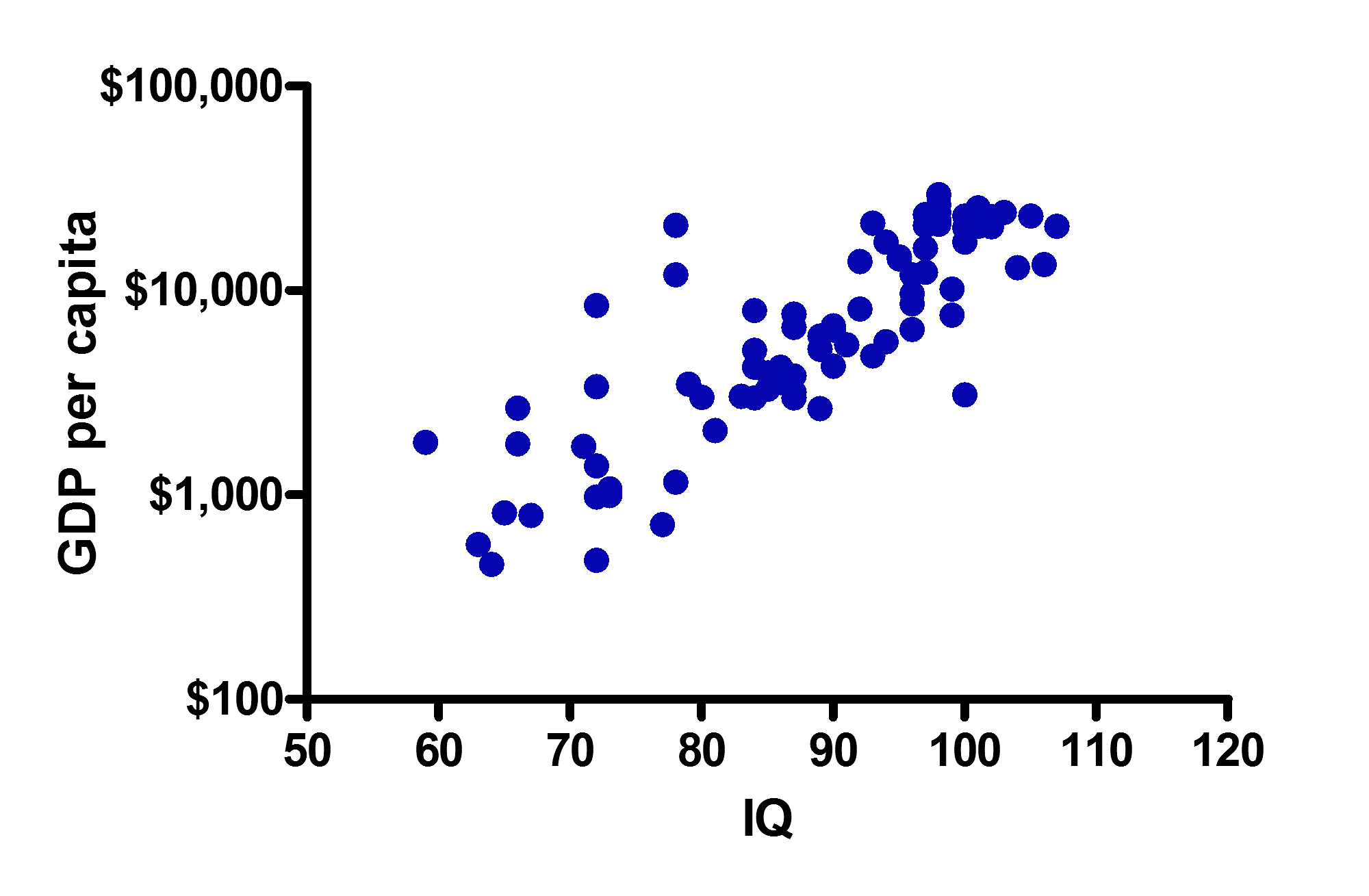
Più alto è il reddito e più alto è il QI.

Molti accademici hanno fornito i loro commenti su quelli che consideravano i punti principali definiti e descritti da Jensen nei suoi libri successivi dei primi anni 1970, che si sono espansi a partire dal contenuto dell'articolo originario. Secondo Jencks & Phillips (1998) nel suo articolo egli aveva sostenuto "che i programmi educativi per bambini svantaggiati iniziati con la "Guerra alla Povertà" avevano fallito e che il divario di razza bianco-nero probabilmente aveva una componente genetica sostanziale". Hanno riassunto l'argomento di Jensen come segue:
1. La maggior parte della variazione nei punteggi bianco-nero è genetica;
2. Nessuno ha avanzato una spiegazione ambientale plausibile per il divario nero-bianco;
3. Quindi è più ragionevole supporre che una parte del gap bianco-nero sia di origine genetica.

Secondo Loehlin, Lindzey & Spuhler (1975) l'articolo di Jensen difendeva 3 affermazioni o assunti generali:
1. I test QI forniscono misurazioni accurate di una vera capacità umana che è rilevante in molti aspetti della vita;
2. L'intelligenza, misurata dai test del QI, ha un alto grado di ereditabilità (circa l'80%) e i genitori con un QI basso hanno molte più probabilità di avere figli con QI altrettanto basso;
3. I programmi educativi non sono stati in grado di modificare significativamente l'intelligenza né degli individui né tanto meno dei gruppi.

Secondo Webster (1997) l'articolo reclamava "una correlazione tra intelligenza, misurata da test di Quoziente d'intelligenza e geni razziali"; scrisse che Jensen, fondandosi su prove empiriche, aveva concluso che:
. Diversi commentatori menzionano le sue raccomandazioni inerenti alla scolarizzazione. Secondo Barry Nurcombe:
Lo stesso autore aveva già suggerito nell'articolo "incriminato" che iniziative come lo "Head Start Program" della presidenza di Lyndon B. Johnson erano del tutto o in larga parte inefficaci, scrivendo nella frase iniziale: "L'istruzione compensativa è stata sperimentata ed apparentemente è fallita". Altri esperti in psicometria, come Flynn (1980) e Mackintosh (1998), hanno fornito resoconti della teoria di Jensen sulle abilità di Livello I e II, che hanno avuto la loro origine in questo ma anche in precedenti articoli.
Come commenta il professore di storia della psicologia William H. Tucker, la principale domanda di Jensen:
Shockley condusse una campagna pubblicitaria diffusa per far propagare l'articolo di Jensen, supportato in ciò dal Pioneer Fund; le visioni di Jensen divennero così ampiamente conosciute in molte aree scientifiche. Di conseguenza vi è stato un rinnovato interesse accademico nei riguardi del punto di vista ereditario e dei test di intelligenza. L'articolo originale venne spesso ampiamente citato; il materiale fu insegnato in corsi universitari su una vasta gamma di discipline accademiche.
In risposta ai suoi critici Jensen scrisse una serie di libri su tutti gli aspetti della psicometria; vi sarà anche un'ampia risposta positiva da parte della stampa popolare - con The New York Times Magazine che soprannominò il tema "Jensenismo" - e tra politici e opinion-leader.
Nel 1971 il socio-psicologo Richard Herrnstein scrisse un lungo articolo sui test di intelligenza in The Atlantic per un più vasto pubblico di lettori; indeciso sui temi della razza e dell'intelligenza, discusse invece sull'opportunità o meno di fare delle differenze sulla base della classe sociale. Proprio come Jensen assunse un punto di vista fortemente improntato all'ereditabilità. Ebbe modo di commentare anche che la politica delle pari opportunità porterebbe a rendere le classi sociali ancora più rigide, separate da differenze biologiche, determinando in tal modo una tendenza al ribasso dell'intelligenza media: il che sarebbe in aperto conflitto con le crescenti esigenze di una società ad alto contenuto di tecnologia.

Hans Eysenck, professore di psicologia presso l'Institute of Psychiatry, Psychology and Neuroscience nonché mentore di Jensen, difese la visione dell'ereditabilità dell'intelligenza.

Gli articoli di Jensen e Herrnstein furono ampiamente discussi e dibattuti. Hans Eysenck difese la visione ereditaria e l'uso dei test di intelligenza in "Race, Intelligence and Education" (1971), un opuscolo che presentò il Jensenismo ad un pubblico popolare, ed in "The Inequality of Man" (1973). Si dimostrò severamente critico nei confronti degli anti-ereditari di cui incolpava la politica per molti dei problemi presenti nel tessuto sociale.
Nel primo libro scrisse che: "Tutte le prove fino ad oggi raccolte suggeriscono l'importanza forte e davvero schiacciante dei fattori genetici nel produrre la grande varietà di differenze intellettuali che si osservano tra certi gruppi razziali", aggiungendo poi nel secondo che "per chiunque desideri perpetuare le differenze di classe o di casta, la genetica è il vero nemico".
"Race, Intelligence and Education" venne immediatamente criticato in termini duri dalla ricercatrice del QI Sandra Scarr come una "acritica divulgazione delle idee di Jensen senza le sfumature e le qualificazioni che rendono credibile o almeno responsabile la maggior parte dei suoi scritti".
Sebbene l'intenzione principale degli "ereditaristi" fosse quella di sfidare la classe dirigente anti-ereditaria, si dimostrarono alla prova dei atti largamente impreparati davanti al livello di reazione e censura la quale venne scatenata contro di loro da parte del mondo scientifico; gruppi di studenti militanti sia all'Università della California - Berkeley che all'Università di Harvard (il Free Speech Movement) condussero e misero in atto autentiche campagne di molestia nei confronti dei due ricercatori con accuse di razzismo, nonostante il rifiuto di Herrnstein di approvare le opinioni di Jensen su razza e intelligenza.
Due settimane dopo la prima comparsa dell'articolo di Jensen il "capitolo" di Berkeley dell'associazione denominata Students for a Democratic Society organizzò proteste contro Arthur Jensen nel campus di Berkeley, cantando: "Combatti contro il razzismo. Fire Jensen!" Lo stesso Jensen afferma di aver persino perso il proprio lavoro a Berkeley a causa delle polemiche incendiarie esplose.

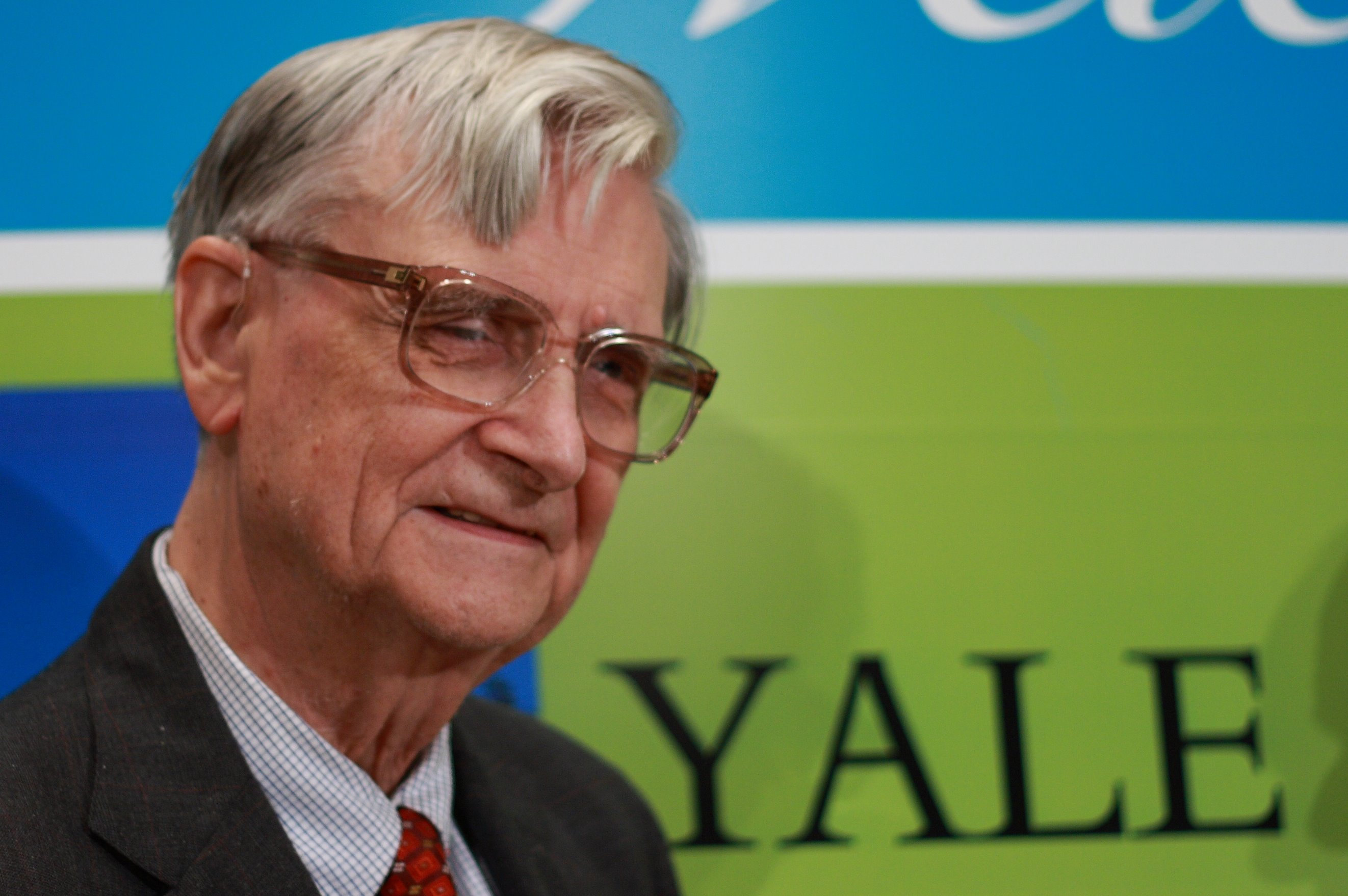
Foto di Edward Osborne Wilson, il padre fondatore della sociobiologia.

Campagne del tutto simili furono condotte anche a Londra contro H. Eysenck e a Boston contro Edward Osborne Wilson, il padre fondatore della sociobiologia, la disciplina che spiega il comportamento umano attraverso la genetica. Questi ultimi attacchi saranno orchestrati dal Sociobiology Study Group, parte dell'organizzazione della sinistra politica Science for the People formata da 35 scienziati e studenti, tra cui i biologi di Harvard Stephen Jay Gould e Richard Lewontin, entrambi critici di spicco della ricerca su razza e intelligenza basata su criteri esclusivamente ereditari.
Nel 1972 50 accademici, tra cui gli psicologi Jensen, Eysenck e Herrnstein e cinque premi Nobel, firmarono una dichiarazione dal titolo "Risoluzione sulla libertà scientifica per quanto riguarda il comportamento e l'ereditarietà umana", criticando il clima di "soppressione, punizione e diffamazione degli scienziati che sottolineavano il ruolo dell'ereditarietà nel comportamento umano".
Nell'ottobre del 1973 apparve su The New York Times una pubblicità di mezza pagina intitolata "Risoluzione contro il razzismo": con oltre 1000 firmatari accademici, tra cui Lewontin, condannava la "ricerca razzista", denunciando in particolar modo Jensen, Shockley e Herrnstein.
Tutto ciò fu accompagnato da un alto livello di commenti più o meno a caldo, critiche e denunce da parte della comunità accademica. Due numeri della Harvard Educational Review vennero dedicati alla critica del lavoro di Jensen da parte di psicologi, biologi ed educatori. Come bene documentato da Wooldridge (1995) i principali commenti riguardavano:

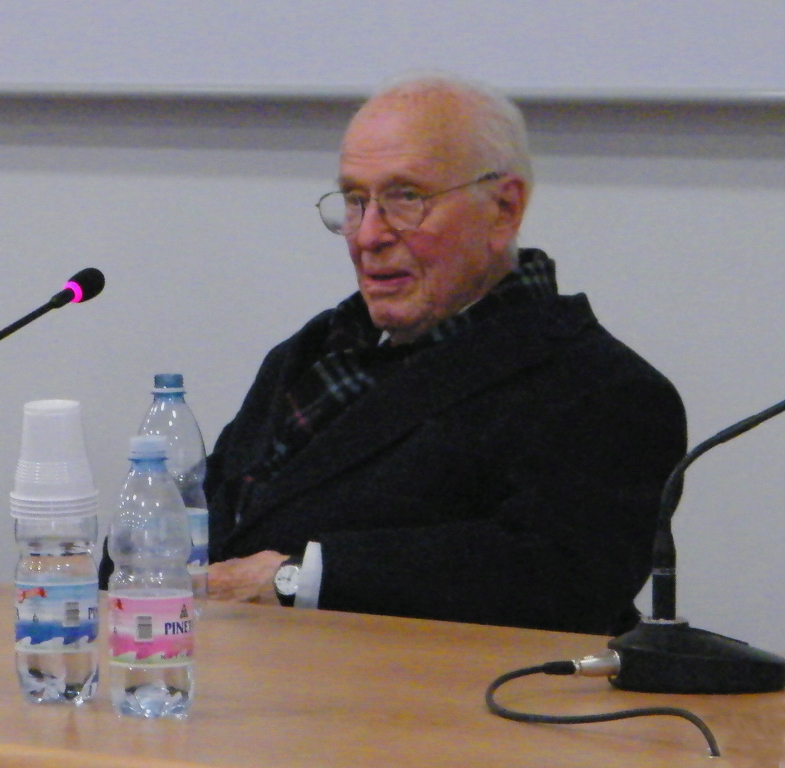
Foto di Luigi Luca Cavalli-Sforza.

1. la genetica delle popolazioni (R. Lewontin, Luigi Luca Cavalli-Sforza, Walter Bodmer);
2. l'ereditabilità del QI (con lo studioso di scienze sociali Christopher Jencks, Mary Jo Bane, Leon J. Kamin, David Layzer);
3. la possibile inesattezza dei test del QI come misure valide e certe di intelligenza (riassunti in Jensen 1980, pp. 20–21);
4. ed infine le ipotesi sociologiche sulla relazione tra intelligenza e reddito (Jencks e Bane)[97].

Più specificamente il biologo di Harvard R. Lewontin commentò l'uso della genetica della popolazione da parte di Jensen, scrivendo che: "L'errore fondamentale dell'argomento di Jensen è di confondere l'ereditarietà del carattere all'interno di una popolazione con l'ereditabilità tra due distinte popolazioni". Jensen negò di aver mai commesso un tale sbaglio affermando invece che la sua argomentazione era che: l'ereditabilità all'interno del gruppo aumentava la probabilità di ereditarietà tra gruppi diversi da zero.
Gli studiosi di scienza politica C. Jencks e M. J. Bane, anch'essi di Harvard, ricalcolarono l'ereditarietà dell'intelligenza ad un livello del 45% invece della stima di Jensen la quale giungeva fino all'80%; determinarono quindi che solo il 12% circa delle variazioni di reddito era dovuto al QI, quindi a loro avviso le connessioni tra QI e occupazione erano molto meno chiare di quanto suggerito da Jensen.
Le divergenze ideologiche emersero anch'esse prepotentemente nella controversia. Il circolo di scienziati raccolto intorno a Lewontin e Gould, alcuni dei quali motivati per loro stessa esplicita ammissione da un'ideologia marxista, respinse la ricerca effettuata come "cattiva scienza". Pur non obiettando alla ricerca sull'intelligenza in sé, sentirono che questa fosse nella realtà dei fatti invero molto politicamente motivata e schierata nell'obiettare alla reificazione (fallacia) dell'intelligenza: il trattamento della quantità numerica quale l'attributo fisico come il colore della pelle umana che poteva essere mediamente calcolato su un gruppo di popolazione.
Sostennero quindi che ciò era drasticamente contrario al corretto metodo scientifico il quale richiedeva spiegazioni a livello molecolare, piuttosto che l'analisi di un artefatto statistico in termini di processi non scoperti né ammessi in biologia o nella genetica. In risposta a questa critica Jensen scrisse in seguito:
sistema eliocentrico del moto proprio planetario, il modello atomico di Bohr, il campo elettromagnetico, la teoria cinetica dei gas, l'interazione gravitazionale, i quark, il gene di Gregor Mendel, l'unità di massa atomica, la velocità ecc. Nessuno di questi costrutti esiste come un'entità palpabile che occupa un determinato spazio fisico.»
Chiese pertanto perché alla psicologia dovrebbe essere negato "il diritto comune di ogni scienza all'uso di costrutti ipotetici o una qualsiasi speculazione teorica riguardante le spiegazioni causali dei suoi fenomeni osservabili?"

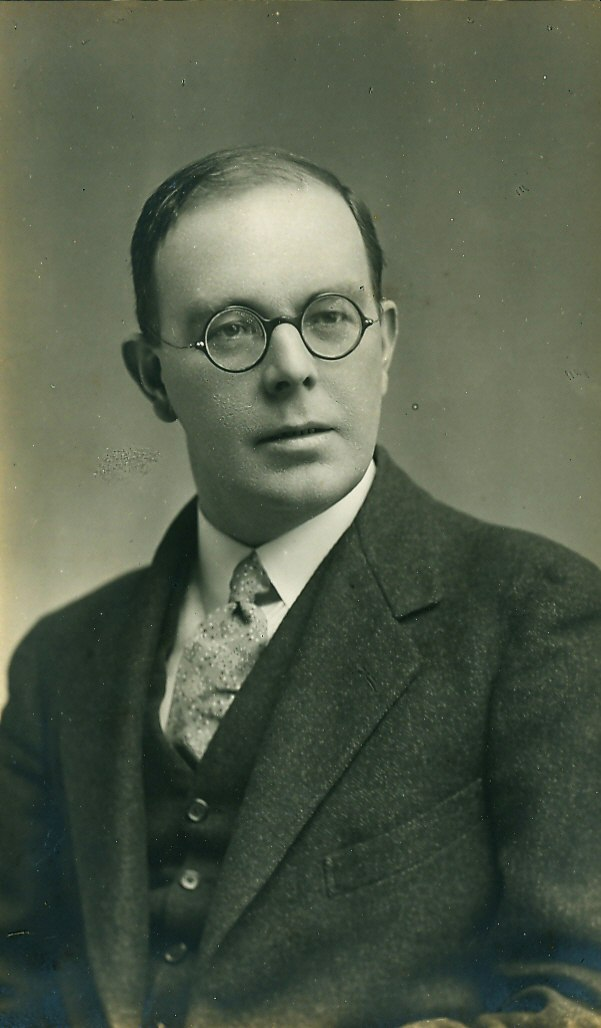
Foto di Sir Cyril Burt, l'educatore inglese i cui contestati studi sui gemelli erano stati usati come dati da Jensen in alcuni dei suoi primi articoli e libri.

Il dibattito accademico si impigliò anche sul cosiddetto "caso Burt", perché l'articolo di Jensen era parzialmente basato sugli studi sui gemelli del 1966 condotti dallo studioso di psicologia dell'educazione britannico Sir Cyril Burt: poco dopo la sopravvenuta morte di questi avvenuta nel 1971 vi erano già accuse, provocate dalla ricerca di L. Kamin, che Burt avesse fabbricato artificiosamente parti consistenti dei suoi dati, dubbi che non sono mai stati completamente risolti.
Franz Samelson] documenta come le opinioni di Jensen sul lavoro di Burt variarono nel corso degli anni: Jensen era il principale difensore di Burt negli Stati Uniti nel corso degli anni 1970. Nel 1983, in seguito alla pubblicazione nel 1978 della biografia ufficiale di Leslie Hearnshaw su Burt, Jensen cambiò idea, "accettando pienamente come valida... la biografia di Hearnshaw" e affermando che "ovviamente [Burt] non sarà mai scagionato per i suoi inganni empirici".
Ancora nel 1992 tuttavia scrisse che "l'essenza della vicenda di Burt... [era costituita da] una cabala di avversari motivati, aiutata avidamente dai mass media, atta a colpire e screditare completamente la propria reputazione"; un'opinione questa ripetuta in un discorso indirizzato alla memoria di Burt pronunciato su invito davanti all'American Psychological Association (APA), quando chiamò in causa la borsa di studio concessa a Hearnshaw.

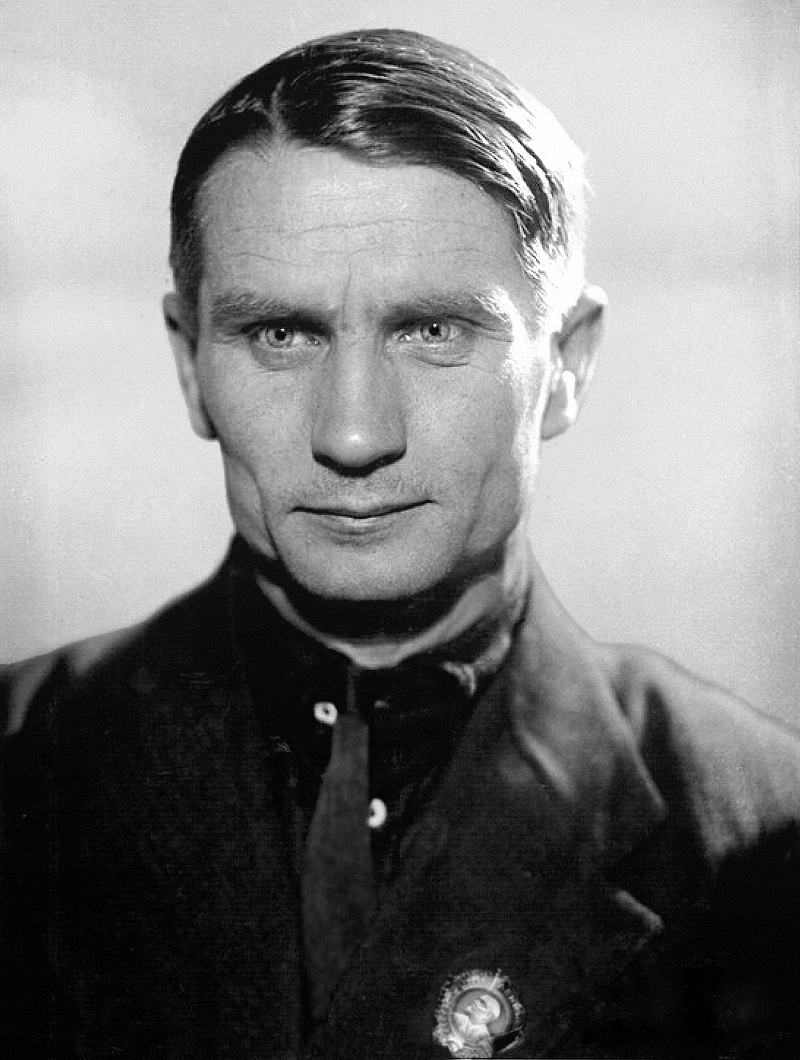
Trofim Denisovič Lysenko nella sua qualità di direttore delle scienze in Unione Sovietica nel campo della biologia sotto Iosif Stalin, impedì il progredire della ricerca scientifica sulla genetica per ragioni correlate all'ideologia comunista.

Accuse del tutto simili, di una campagna cioè politicamente motivata per soffocare la ricerca scientifica sulle differenze razziali, in seguito soprannominata "neo-lysenkoismo", sono state ripetute frequentemente sia da Jensen che dai suoi sostenitori.
Jensen (1972) ebbe a lamentare aspramente il fatto che:
 aggiungendo che:
Dopo il 1969 Jensen fu in seguito sempre più esplicito sulle differenze razziali nell'ambito dell'intelligenza, affermando nel 1973 "che qualcosa tra la metà e i 3/4 delle differenze medie di QI tra neri e bianchi americani è attribuibile a fattori genetici". Ha persino ipotizzato che il meccanismo sottostante fosse una "connessione biochimica tra pigmento della pelle e intelligenza" legata al loro sviluppo congiunto nell'ectoderma dell'embrione.
Sebbene egli abbia accuratamente evitato qualsiasi coinvolgimento personale con i segregazionisti non prese mai le distanze dagli approcci delle riviste dell'estrema destra in Europa, molte delle quali consideravano le sue ricerche come giustificanti i loro fini politici. In un'intervista con il mensile della destra politica tedesca Nation Europa affermò che alcune razze umane differivano l'una dall'altra ancor più di alcune specie animali, sostenendo che una misurazione della "distanza genetica" tra neri e bianchi mostrava che si erano separati oltre 46.000 anni fa.

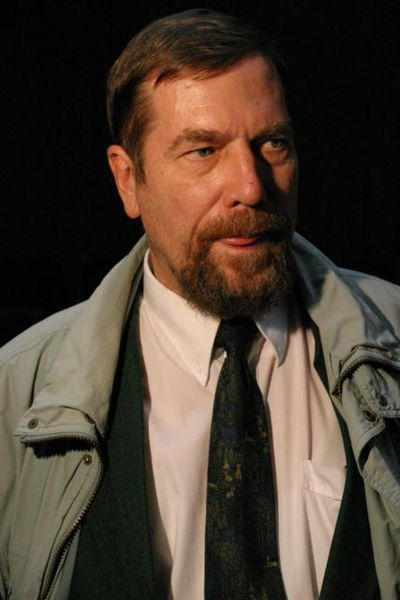
Jürgen Rieger, futuro deputato del Partito Nazionaldemocratico di Germania e ben conosciuto per il suo negazionismo dell'Olocausto, di cui Jensen divenne sia collaboratore che editore tramite il mensile di estrema destra Neue Anthropologie.

Concesse anche interviste alla rivista francese di Alain de Benoist Nouvelle École e a quella tedesca dell'avvocato antisemita Jürgen Rieger Neue Anthropologie, di cui divenne in seguito sia collaboratore che editore, apparentemente ignaro del suo orientamento politico filofascista a causa della sua scarsa conoscenza della lingua tedesca.
Il dibattito scaturito venne ulteriormente esacerbato da questioni di pregiudizio etnico che si erano già intensificate negli anni 1960 a causa delle preoccupazioni inerenti al movimento per i diritti civili degli afroamericani e i cambiamenti percepibili nel clima della società civile.
Nel 1968 l'Association of Black Psychologists (ABP) aveva già chiesto una moratoria sui test di intelligenza sui bambini appartenenti a gruppi minoritari. Dopo che un comitato istituito dall'APA elaborò le linee guida per la valutazione dei gruppi minoritari, non riuscendo a confermare le affermazioni di pregiudizi razziali, Jackson (1975) scrisse quanto segue come parte di una risposta a nome dell'ABP:
Altri organismi accademici professionisti reagiranno però - almeno in parte - diversamente alla disputa. La "Society for the Psychological Study of Social Issues", una divisione dell'APA, pubblicò una dichiarazione pubblica nel 1969 criticando apertamente la ricerca di Jensen, dichiarando che:

Il logo dell'American Anthropological Association.

L'American Anthropological Association convocherà una tavola rotonda proprio nel 1969 durante la sua assemblea generale annuale, poco dopo la comparsa del lavoro di Jensen, in cui diversi partecipanti giungeranno a definire la sua ricerca come eminentemente "razzista". Successivamente l'associazione stilò ed emise un chiarimento ufficiale, affermando che:
Nel 1975 la Genetics Society of America espresse a sua volta una dichiarazione altrettanto cauta:

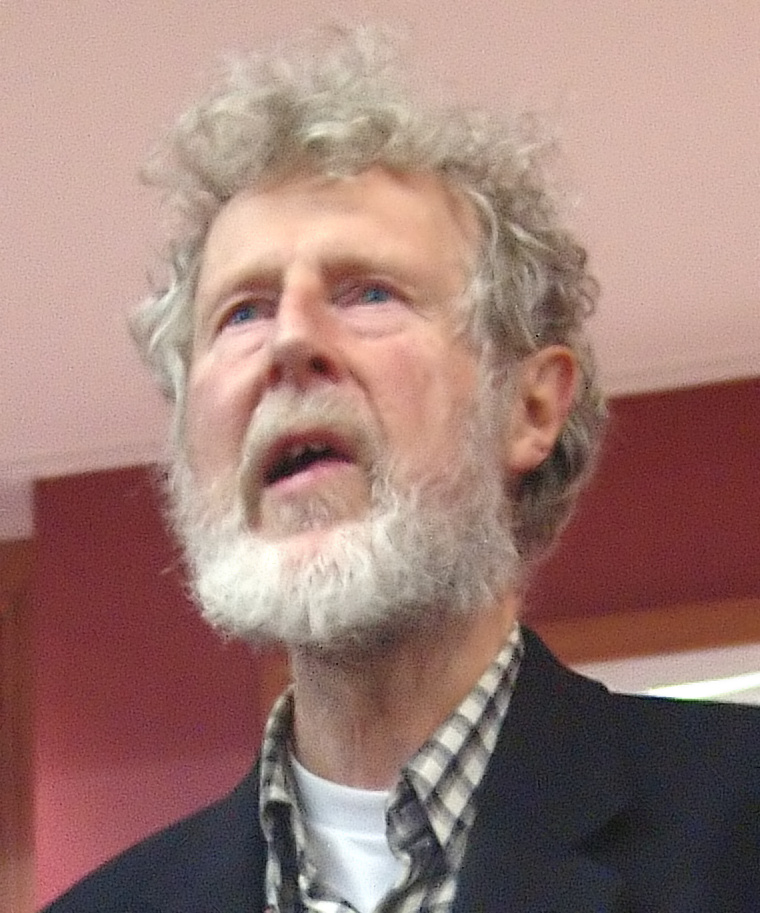
James R. Flynn, lo scienziato politico neozelandese che ha studiato i cambiamenti nei punteggi del QI.

### Dal 1980 al 2000
A partire dai primi anni 1980 il neozelandese professore di scienza politica James R. Flynn confrontò i risultati dei gruppi che avevano utilizzato entrambe le versioni - sia le più vecchie che le più recenti - di specifici test del QI.
La sua ricerca lo portò alla scoperta di quello che in seguito venne denominato "effetto Flynn": un aumento sostanziale dei punteggi medi nel corso degli anni in tutti i gruppi testati. I risultati ottenuti vennero confermati in seguito da molti altri studi. Mentre cercava ancora di comprendere l'autentico significato di questi punteggi notevolmente accresciuti lo scienziato giunse a postulare nel 1987 che "i test del QI non misurano l'intelligenza, ma piuttosto un correlato con un relativamente debole nesso causale con essa".
Entro il 2009 tuttavia ritenne che le variazioni di punteggio fossero un effetto reale: suggerì quindi che il nostro mondo in così rapida evoluzione venne ad affrontare le generazioni successive con sempre nuove sfide cognitive le quali da par loro avrebbero notevolmente stimolato anche la capacità intellettuale.
"Il nostro cervello umano, così com'è attualmente costruito, con molta probabilità possiede una capacità in eccesso la quale rimane sempre pronta per essere utilizzata, se la necessità esterna lo avesse richiesto. Questo era certamente il caso nel 1900". Flynn fa pertanto notare che:

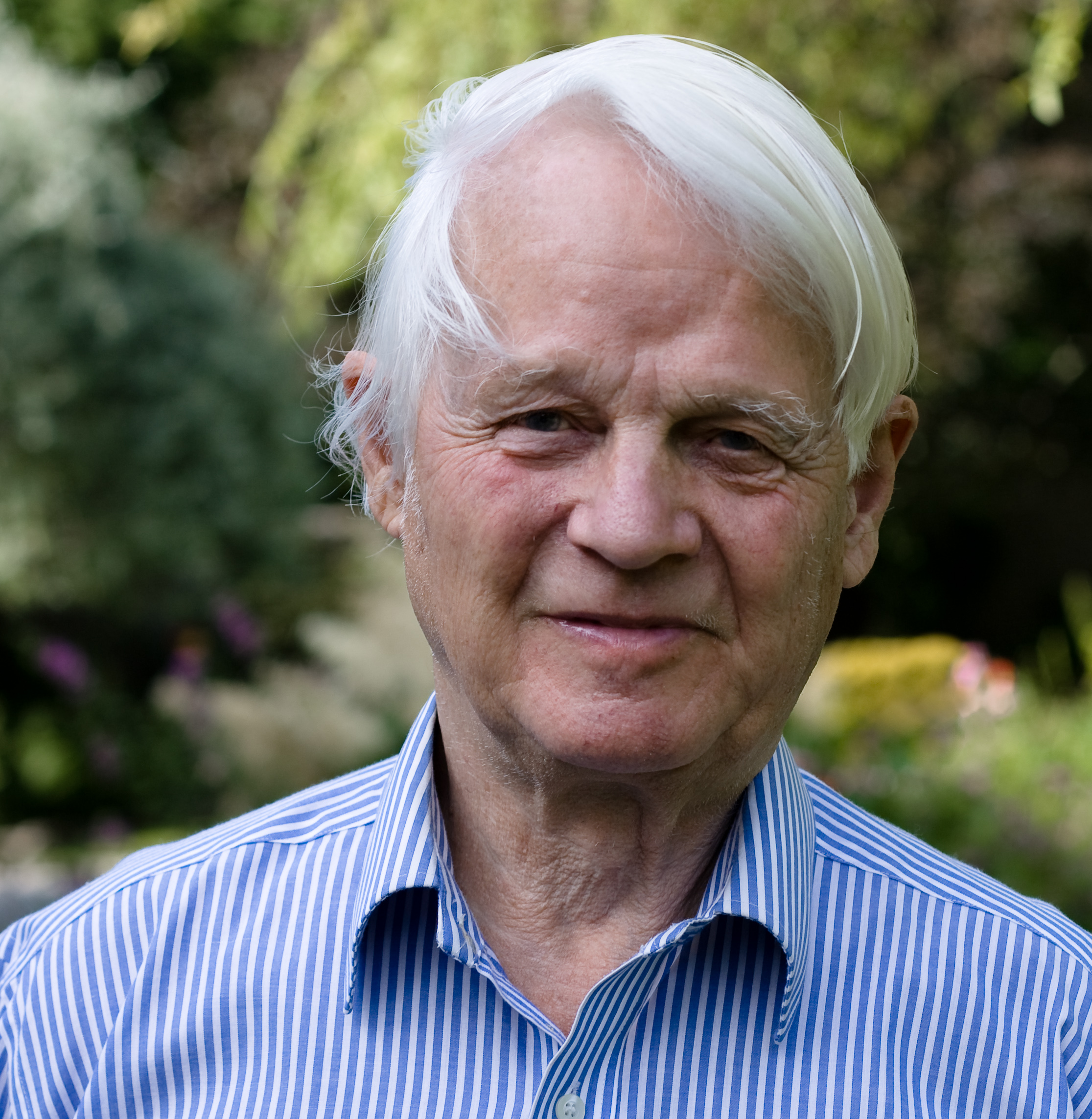
Richard Lynn, lo psicologo inglese che ha scritto ampiamente sulle differenze di gruppo globali nei risultati intellettivi, oltre ad essere un difensore dell'eugenetica.

Dagli anni 1980 in poi il Pioneer Fund proseguì nei finanziamenti concessi alla ricerca dell'ereditabilità nell'ambito di "razza e intelligenza", in particolare i due psicologi di origini inglesi Richard Lynn dell'Università dell'Ulster e John Philippe Rushton dell'University of Western Ontario.
Quest'ultimo, suo direttore generale dal 2002, ritornò alle misurazioni della craniometria risalenti al XIX secolo, utilizzando quindi le misurazioni cerebrali come uno dei fattori in aggiunta per la determinazione dell'intelligenza; in stretta collaborazione con Jensen nel 2005 sviluppò argomenti aggiornati atti alla spiegazione genetica delle differenze di "razza" nell'intelligenza.
Lynn, redattore e collaboratore di lunga data del Mankind Quarterly nonché prolifico scrittore e divulgatore concentrò le proprie ricerche sulla raccolta e tabulazione dei dati inerenti alle differenze intellettuali constatate nelle etnie di tutto il mondo; non mancherà neppure di fornire suggerimenti sulle sue implicazioni politiche, tra cui il risveglio delle più antiche teorizzazioni della storia dell'eugenetica, descritta come "la verità che non osa pronunciare il suo nome".
Snyderman & Rothman (1987) annunciarono i risultati di un sondaggio condotto nel 1984 su un campione di oltre un migliaio di professionisti nel campo della psicologia, della sociologia e della pedagogia in un questionario a scelta multipla ed ampliato nel 1988 con l'uscita del loro libro intitolato The IQ Controversy, the Media, and Public Policy. In esso si asserì di poter documentare l'esistenza di un "pregiudizio liberale" nella copertura mediatica delle scoperte scientifiche relative al quoziente d'intelligenza.
Il sondaggio includeva la domanda: "Quale dei seguenti aspetti caratterizza la tua opinione sull'ereditabilità delle differenze bianco-nere nel QI?" 661 ricercatori hanno restituito il questionario e di questi il 14% ha rifiutato di rispondere alla domanda;
- il 24% ha votato che non vi erano prove sufficienti per dare una risposta definitiva;
- mentre l'1% ha affermato che il divario era molto semplicemente "dovuto interamente alla variazione genetica";
- il 15% ha scelto invece che era "dovuto interamente alla variazione ambientale"
- ed infine il 45% ha detto che si trattava di un "prodotto di variazione genetica e ambientale congiunta".

Jencks & Phillips (1998) sottolinearono che coloro che avevano risposto "entrambi i fattori" (ambiente sociale e gene) sull'influenza dei risultati nei test non hanno però avuto l'opportunità di specificare se e quanto la genetica avesse - secondo loro - un ruolo importante e fino a quale misura. Non si è trovato alcun accordo tra gli studiosi di psicometria sul significato da dare a questa specifica risposta.
Gli scienziati che sostengono il punto di vista dell'ereditarietà genetica hanno però inteso il tutto come un'implicita conferma della propria posizione.
Nel 1989 J. P. Rushton fu posto sotto inchiesta dalla polizia del procuratore generale dell'Ontario, dopo esser stato denunciato per aver promosso il razzismo in una delle sue pubblicazioni sulle "differenze razziali". In quello stesso anno Linda Gottfredson dell'Università del Delaware dovette affrontare una lunga battaglia con la dirigenza del proprio istituto per ottenere l'accettazione della legittimità delle sovvenzioni del "Pioneer Fund": alla fine si stabilì un giudizio a suo favore.
Entrambi risposero in seguito con una versione aggiornata di denuncia contro il "dogma egualitario" già messo in stato d'accusa ai suoi tempi da Henry E. Garrett, etichettando l'affermazione secondo cui "tutte le razze sono uguali" nelle abilità cognitive in termini di 1) narrativa egualitaria e 2) una bufala scientifica. Gottfredson (1994) parlò quindi a sua volta di "grande frode", "falsità collettiva" e "menzogna scientifica" citando come giustificazioni i lavori svolti da Snyderman e Rothman.
Rushton (1996) scrisse che si sta scegliendo imperterriti di mantenere un "tabù sulla razza" nella ricerca scientifica il quale non aveva "nessun parallelo storico precedente... né con l'Inquisizione né con lo Stalinismo né con Adolf Hitler" con la nota in calce: "La nozione di Rushton (1994) della "narrativa egualitaria" è che i neri e i bianchi sono geneticamente uguali nelle abilità cognitive. La nozione di Gottfredson (1994) della "narrativa egualitaria" è che "i gruppi etnici razziali non differiscono mai nell'intelligenza media" (pagina 53). Non ho mai visto una fonte accademica che sostenesse che i gruppi non mostrano mai differenze significative nei punteggi dei test di intelligenza: Gottfredson non dà alcun riferimento a chi detiene questa posizione".
Nel suo libro del 1998 intitolato "The g Factor: The Science of Mental Ability Jensen ribadì punto per punto le sue precedenti affermazioni sul neo-lysenkoismo scrivendo: «il concetto di razze umane in quanto finzione possiede varie e diverse fonti, nessuna delle quali eminentemente scientifica; una di esse è la cosiddetta filosofia del neomarxismo che esclude la considerazione di fattori genetici o biologici... provenienti da qualsiasi parte nello spiegare le differenze di comportamento tra gli esseri umani».
In quello stesso anno l'esperto di psicologia evoluzionista Kevin B. MacDonald si spinse molto oltre facendo rivivere la protesta di Garrett nei confronti del "culto Boas", essenzialmente una "cospirazione ebraica", dopodiché "la ricerca sulle differenze razziali cessò e la professione giunse ad escludere completamente eugenisti come Madison Grant e Charles Davenport".

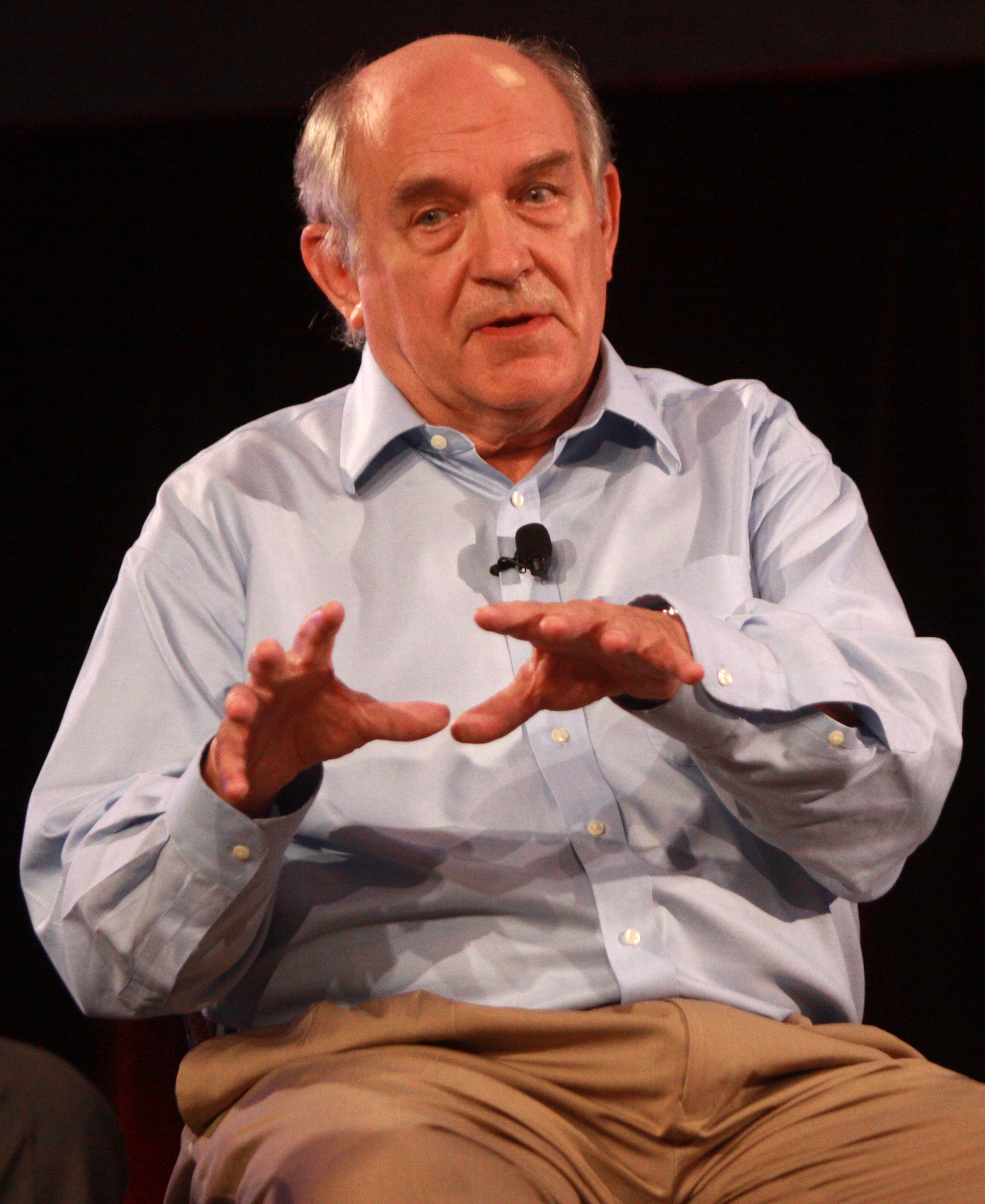
Foto di Charles Murray, coautore di The Bell Curve: Intelligence and Class Structure in American Life.

Nel 1994 il dibattito su razza e intelligenza fu riacceso e si arricchì di un nuovo capitolo a seguito della pubblicazione di The Bell Curve: Intelligence and Class Structure in American Life degli autori Richard Herrnstein e Charles Murray; il libro venne accolto positivamente dai mass media, con una copertura di spicco su Newsweek, Time, The New York Times e The Wall Street Journal.
| IQ                                                       | <75 | 75–90 | 90–110 | 110–125 | >125 |
| -------------------------------------------------------- | --- | ----- | ------ | ------- | ---- |
| Distribuzione della popolazione statunitense             | 5   | 20    | 50     | 20      | 5    |
| Matrimonio da almeno 30 anni                             | 72  | 81    | 81     | 72      | 67   |
| Fuori dalla forza-lavoro più di 1 mese all'anno (uomini) | 22  | 19    | 15     | 14      | 10   |
| Disoccupazione oltre 1 mese all'anno (uomini)            | 12  | 10    | 7      | 7       | 2    |
| Divorzio entro 5 anni                                    | 21  | 22    | 23     | 15      | 9    |
| % di bambini con QI nel decile inferiore (madri)         | 39  | 17    | 6      | 7       | –    |
| Aveva un figlio naturale (madri)                         | 32  | 17    | 8      | 4       | 2    |
| Vive in povertà                                          | 30  | 16    | 6      | 3       | 2    |
| Incarcerati a più riprese (uomini)                       | 7   | 7     | 3      | 1       | 0    |
| Beneficiario cronico di assistenzialismo (madri)         | 31  | 17    | 8      | 2       | 0    |
| Abbandono scolastico                                     | 55  | 35    | 6      | 0.4     | 0    |
| Contrassegnato "Sì" su "Indice dei valori del ceto medio | 16  | 30    | 50     | 67      | 74   |

I valori sono la percentuale di ciascuna sub-popolazione QI, solo tra i bianchi non ispanici, che corrispondono a ciascun descrittore. Sebbene soltanto due capitoli di esso fossero esplicitamente dedicati alle differenze razziali nell'intelligenza - trattate dallo stesso punto di vista ereditario del documento di Jensen del 1969 - ciò causò comunque all'interno della comunità accademica un furore del tutto simile a quello sprigionatosi a causa dell'articolo originario.
Molti dei critici più accesi, tra cui Stephen Jay Gould e Leon J. Kamin, affermarono che il testo conteneva delle semplificazioni totalmente ingiustificate oltre che difetti di fondo nella sua analisi; in particolar modo vi furono critiche nei riguardi della sua dipendenza dalle stime fatte da Lynn sui punteggi medi del QI in Sudafrica - ove i dati sarebbero stati utilizzati in una maniera estremamente selettiva - oltre che sul lavoro di Rushton inerente al rapporto tra dimensioni cerebrali e intelletto, ipotesi quest'ultima che era e rimane soggetta ad innumerevoli controversie.
La raccolta di tali critiche vennero successivamente presentate in diversi altri libri, tra cui The Bell Curve Debate (1995), Inequality by Design: Cracking the Bell Curve Myth (1996) e nell'edizione ampliata di Intelligenza e pregiudizio (1996) dello stesso Gould.

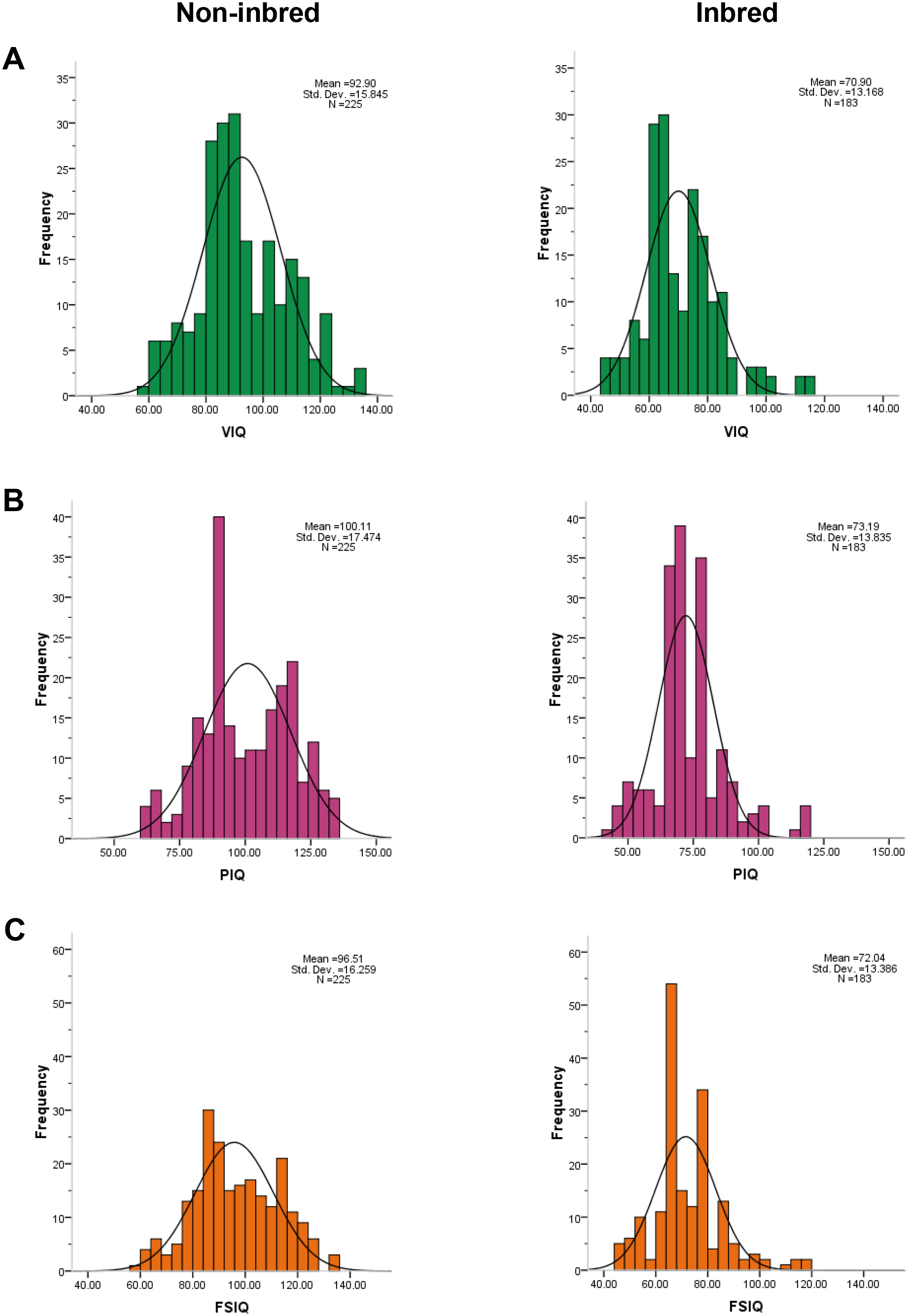
Distribuzione delle abilità cognitive tra bambini strettamente imparentati (inincrocio, a destra) tra i 6 e i 15 anni rispetto a quelli che non lo sono. Questi ultimi mostrano uno schema regolare, mentre le distribuzioni di frequenza tra i consanguinei rappresentano uno spostamento verso valori inferiori e scarsità verso l'alto QI medio o superiore.

Nel 1994 un gruppo composto da 52 scienziati tra i quali Rushton, Lynn, Jensen ed Hans Eysenck si rivelarono gli Op-ed di un articolo uscito sul Wall Street Journal e scritto da Linda Gottfredson dal titolo Mainstream Science on Intelligence. In esso si supportano tutte le principali conclusioni di The Bell Curve e sarà in seguito fatto ripubblicare in una versione più estesa dalla rivista Intelligence. L'editoriale includeva le dichiarazioni che seguono:
1. La genetica gioca un ruolo molto più importante dell'ambiente nel creare differenze di QI tra gli individui;
2. La curva a campana per i bianchi americani è centrata attorno al IQ 100, mentre quella rispettiva per gli afroamericani all'incirca intorno all'85;
3. gli adolescenti neri di 17 anni realizzano, nella media, i punteggi dei bianchi di 13 anni in lettura, matematica e scienze, con gli ispanici che si trovano nel mezzo[146][147].

Un'altra tra le critiche iniziali fu che Herrnstein e Murray non sottoposero mai il loro lavoro ad alcuna "peer review" accademica prima della pubblicazione. Usciranno per le stampe anche tre libri scritti dal punto di vista prettamente ereditaristico: Why race matters: race differences and what they mean (1997) di Michael Levin (filosofo); The g Factor: The Science of Mental Ability (1998) di Jensen e Intelligence; a new look di Eysenck.
Varie altre opere contribuirono alla raccolta e interpretazione dei risultati dati e sottoposti ad una serrata controversia, tra cui The black-white test gap (1998) a cura di Christopher Jencks e Meredith Phillips; Intelligence, heredity and environment (1997) a cura di Robert Sternberg ed Elena Grigorenko; mentre una sezione di IQ and human intelligence (1998) di Nicholas Mackintosh (psicologia sperimentale) ha discusso di gruppi etnici ed infine anche Race and intelligence: separating science from myth (2002) a cura di Jefferson Fish hanno presentato ulteriori commenti su The Bell Curve di antropologi, psicologi, sociologi, storici, biologi ed esperti di statistica.
Nel 1999 la stessa rivista Intelligence ha fatto ristampare in qualità di editoriale richiesto espressamente un lungo articolo dell'avvocato Harry F. Weyher Jr. a difesa dell'integrità scientifica del "Pioneer Fund", di cui era allora presidente e di cui diversi editori, tra i quali Gottfredson, Jensen, Lynn e Rushton, ne erano beneficiari.

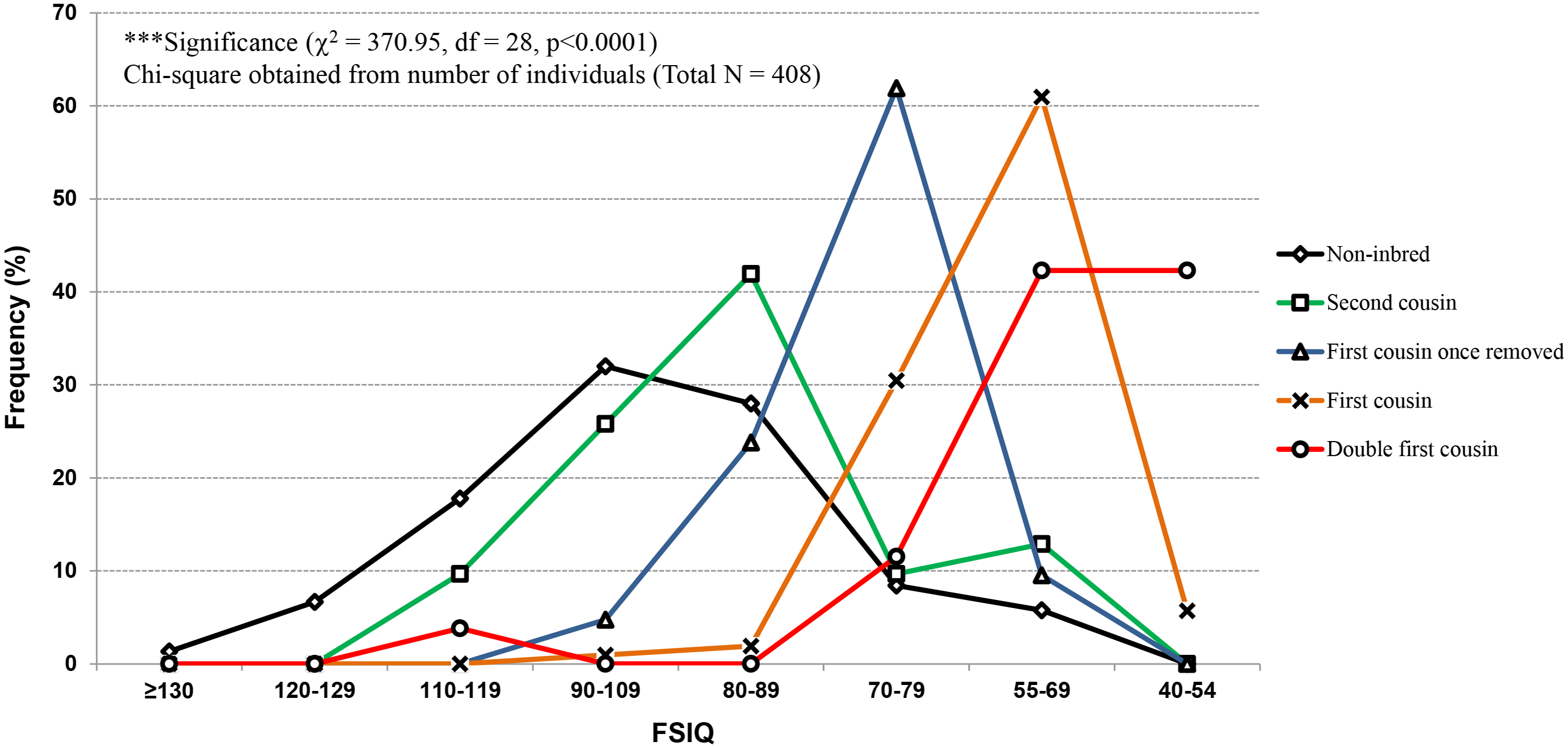
I bambini non consanguinei hanno un QI mediamente più alto (a sinistra), fornendo le prove per la depressione da consanguineità (ridotta idoneità biologica in una data popolazione a seguito di consanguineità o riproduzione di individui affini).

Nel 1994 la rivista finanziata dal "Pioneer", Mankind Quarterly - di cui Roger Pearson era il manager e collaboratore con vari pseudonimi - fu descritta dal giornalista Charles Lane in una recensione di The Bell Curve su The New York Review of Books come "un famoso diario di storia razziale: fondata e finanziata da uomini che credono nella superiorità genetica della razza bianca". L'autore chiamò quindi sia il fondo che il suo giornale "gli accurati custodi del razzismo scientifico nel suo ritorno di fiamma".
Gottfredson aveva già difeso a spada tratta il "Pioneer" nel biennio 1989-90 affermando che Mankind Quarterly era una "rivista multiculturale" dedicata alla "diversità... come oggetto di studio spassionato" e che Pearson non approvava in alcuna maniera l'appartenenza al Partito Nazista Americano. Pearson (1991) aveva difeso il "Pioneer" nel suo libro Race, Intelligence and Bias in Academe.
In risposta al dibattito scatenatosi su The Bell Curve l'American Psychological Association ha istituito una task force di dieci persone, presieduta da Ulrich Neisser, per riferire sul libro e le sue conclusioni; nel rapporto finale intitolato Intelligence: Known and Unknowns pubblicato nel febbraio 1996 il comitato formulò i seguenti commenti sulle differenze di razza nella misurazione dell'intelligenza:
Jensen ha a questo punto commentato:
Rushton si ritrovò al centro di un'altra polemica nel 1999, quando copie non richieste di una versione ridotta del suo libro del 1995 Race, Evolution, and Behavior - diretto a un pubblico generico - furono spedite per posta a psicologi, sociologi e antropologi operanti in diverse università dell'America del Nord. Di conseguenza la Transaction Publishers si è ritirata dalla pubblicazione dell'opuscolo, finanziato dal Fondo Pioneer, e ha rilasciato delle scuse ufficiali nell'edizione di gennaio del 2000 della rivista Society.
Nell'opuscolo Rushton raccontava di come gli afroamericani fossero stati sempre visti dagli osservatori esterni nel corso dei secoli come "nudi, insani, miserabili e stupidi"; nei tempi moderni ha osservato che il loro QI medio di 70 "è il più basso mai registrato", a causa della minore dimensione media del cervello Negroide. Ha spiegato queste differenze in termini di storia evolutiva: quelli che erano migrati verso i climi più freddi del Nord per evolvere in bianchi e gli asiatici si erano adattati geneticamente per avere più autocontrollo, bassi livelli di ormoni sessuali, maggiore intelligenza, strutture sociali più complesse e famiglie maggiormente stabili.

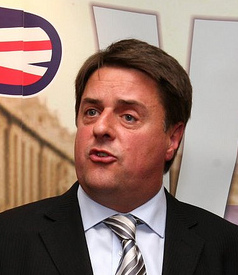
Nick Griffin, leader del Partito Nazionale Britannico, la cui piattaforma politica è stata condivisa da John Philippe Rushton.

Ha concluso pertanto che i bianchi e gli asiatici sono più disposti a "investire tempo ed energia nei loro figli piuttosto che nella ricerca di brividi sessuali"; sono i "papà" (dads) piuttosto che i "delinquenti" (cads). L'autore non si è mai davvero allontanato troppo dai gruppi di estrema destra statunitensi; contribuì regolarmente alle newsletter del magazine American Renaissance affiliato al potere bianco e non mancò di prendere la parola in molte delle loro conferenze biennali, giungendo nel 2006 a condividere la piattaforma politica espressa da Nick Griffin, leader del Partito Nazionale Britannico.

### Dal 2000 in poi
Nel 2002 l'inglese Richard Lynn e il finlandese Tatu Vanhanen hanno fatto pubblicare il loro IQ and the Wealth of Nations; il secondo coautore ha affermato che
Una denuncia del Finland's "Ombudsman for Minorities Mikko Puumalainen ha portato a considerare Vanhanen oggetto d'indagine per "istigazione all'odio razziale" da parte del "Finnish National Bureau of Investigations". Nel 2004, a seguito delle ricerche avviate sul campo, la polizia concluse dichiarando di non aver rinvenuto alcun motivo per sospettare un qualsiasi incitamento ai crimini d'odio razziali, decidendo quindi la sentenza di non luogo a procedere e la conseguente interruzione di ogni ulteriore attività investigativa.
Diverse recensioni assai negative sul libro vennero comunque espresse nell'ambito della letteratura accademica: Susan Barnett e Wendy Williams scrissero che "vediamo un edificio costruito strato su strato da assunzioni arbitrarie e da una manipolazione selettiva dei dati: un uso sbagliato della statistica su cui è basato l'intero libro producono dei dati che sono di validità discutibile e che vengono utilizzati in modi che non possono essere in alcun modo giustificati"; asserendo inoltre che i confronti tra i diversi paesi "sono virtualmente del tutto privi di un qualsivoglia significato".
Richardson (2004) ha sostenuto, citando l'effetto Flynn come la prova migliore disponibile, che Lynn crea una connessione causale all'indietro e suggerendo che "il QI medio di una popolazione è semplicemente un indice delle dimensioni del proprio ceto medio, entrambi pertanto risultati di uno sviluppo industriale in via di completamento". La rassegna conclude: ""Questa non è tanto la scienza, quindi, quanto una crociata sociale".
Un'ulteriore recensione di Michael Palairet non ha mancato di criticare l'inter metodologia adottata nel testo, in particolar maniera le stime decisamente imprecise del Prodotto interno lordo oltre che per il fatto che i dati sul QI erano disponibili solamente per 81 dei 185 paesi sottoposti a studio. Si è tuttavia concluso che il libro rappresenta ""una potente sfida per la storia economica e gli economisti dello sviluppo che preferiscono non utilizzare il QI come input analitico"; ma è invero molto probabile che quegli studiosi ignoreranno deliberatamente questo lavoro invece di cercare di migliorarlo.

Risultati globali 2006 dei test per il Quoziente d'intelligenza: cinesi e giapponesi sarebbero i più intelligenti in assoluto, mentre gli africani e gli arabi i più scarsi.

In una meta-analisi condotta sulle stime del QI nell'Africa subsahariana Wicherts, Dolan & van der Maas sono giunti alla conclusione che Lynn e Vanhanen si erano affidati a metodi non sistematici non pubblicando preventivamente i criteri da loro adottati per includere od escludere determinate ricerche in merito. Hanno pertanto rinvenuto che le esclusioni avevano diminuito la stima del QI africana e che includendone altri invece scartati - vedi IQ and Global Inequality" - si era prodotto un QI medio pari a 82, ancora inferiore alla media dei paesi occidentali ma decisamente superiore alla stima proposta inizialmente da Lynn e Vanhanen pari a 67.
Wicherts at al. concludono affermando che una tale differenza è probabilmente dovuta al fatto che gran parte del continente africano continua ad avere un accesso molto limitato ai moderni progressi nel campo dell'istruzione, della nutrizione e dell'assistenza sanitaria. Una revisione paritaria datata 2010 da parte dello stesso gruppo di ricerca, insieme a Jerry S. Carlson, ha rilevato che rispetto alle norme americane il QI medio degli africani sub-sahariani era di circa 80: la stessa recensione ha concluso asserendo che l'"effetto Flynn" non aveva ancora preso piede nella regione.
Kamin (2006) ha anch'egli criticato il lavoro congiunto intrapreso da Lynn e Vanhanen sul QI degli africani sub-sahariani. In una meta-analisi del 2007 a cura di Rindermann ha trovato molti degli stessi raggruppamenti e correlazioni rinvenuti da Lynn e Vanhanen, con i punteggi più bassi nell'Africa sub-sahariana ed una correlazione di 60 tra abilità cognitiva e PIL pro capite.
Hunt (2010, pp. 437–439) considera quest'ultima analisi molto più affidabile di quella promossa da Lynn: misurando la relazione tra dati educativi e benessere sociale nel corso del tempo questo studio ha anche eseguito un'analisi causale, scoprendo così che quelle nazioni che investono maggiormente nell'istruzione pubblica portano ad un maggior benessere generale in un prossimo futuro.
Wicherts, Borsboom & Dolan (2010) sostengono che quegli studi che riportano il supporto per le teorie evolutive dell'intelligenza basandosi sui dati nazionali del QI soffrono di molteplici e fatali difetti metodologici, affermando ad esempio che tali studi
Hanno inoltre dimostrato che esiste tuttora un forte grado di confusione tra QI nazionali e stato attuale di sviluppo nazionale del welfare. Allo stesso modo Pesta e Poznanski (2014) hanno dimostrato che la temperatura media di un dato Stato americano è fortemente associata al QI medio di quello specifico Stato federato oltre che ad altre variabili di benessere, nonostante il fatto che l'evoluzione non abbia avuto il tempo sufficiente per operare la propria influenza bio-genetica sui residenti non-Nativi americani degli Stati Uniti d'America.
Hanno anche notato che una tale associazione persisteva anche dopo il controllo sulla "razza", concludendo pertanto che: "L'evoluzione non è quindi necessaria per la temperatura e il QI/benessere per poter co-variare significativamente attraverso lo spazio geografico".

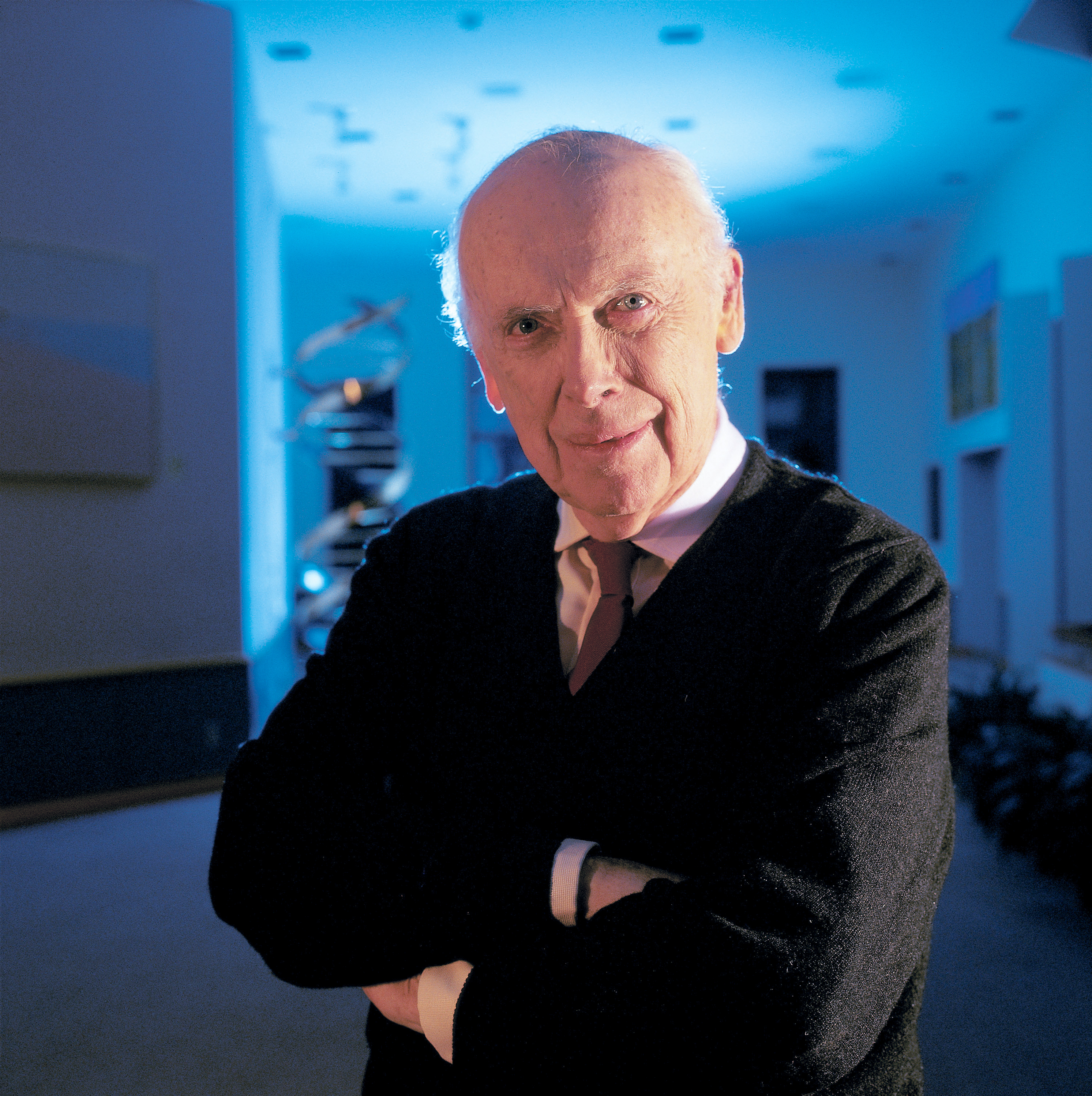
Foto di James Dewey Watson, scienziato di biologia molecolare.

Nel 2007 nel frattempo James Dewey Watson, premio Nobel per la medicina per la scoperta della struttura del DNA, ha rilasciato un'intervista assai controversa al The Sunday Times Magazine nel corso di un suo viaggio promozionale nel Regno Unito: lo scienziato ha dichiarato di essere ""intrinsecamente triste per la prospettiva dell'Africa" perché "tutte le nostre politiche sociali si basano sul fatto che la loro intelligenza sia uguale alla nostra - mentre tutti i test a nostra disposizione non lo dicono affatto, anzi la realtà dei fatti è completamente differente". Ha anche scritto che:
Ciò ha portato all'immediata cancellazione di una conferenza alla Royal Society insieme ad altri impegni pubblici, oltre che la sospensione dai suoi doveri e compiti amministrativi al Cold Spring Harbor Laboratory (CSHL). Successivamente ha dovuto far cancellare il tour e porgere le proprie dimissioni dalla posizione al CSHL ove aveva lavorato come direttore, presidente o rettore fin dal 1968. Tuttavia è stato in seguito nominato rettore emerito e dal 2009 continua a consigliare e guidare il progetto di lavoro in laboratorio.
Nel 2005 intanto la rivista Psychology, Public Policy and Law della American Psychological Association (APA) ha fatto pubblicare un articolo di Rushton e Jensen dal titolo Trent'anni di ricerca sulle differenze razziali nelle abilità cognitive. Esso è stato seguito da una serie di risposte, alcune a supporto ed altre critiche.
Richard Nisbett, un altro degli psicologi che aveva partecipato al dibattito del tempo con i propri personali commenti, in seguito ha incluso una versione ampliata della sua critica come parte del libro Intelligence and How to Get It: Why Schools and Cultures Count (2009). Rushton e Jensen nel 2010 gli hanno dato una risposta puntuale riassumendo la posizione ereditarista in Race and IQ: A theory-based review of the research in Richard Nisbett's Intelligence and How to Get It.
Nel 2016 Rindermann, Becker & Coyle hanno tentato di replicare le scoperte annunciate da Snyderman e Rothman (1987) esaminando 71 esperti di psicologia sulle possibili cause delle ampie differenze internazionali nei punteggi dei test cognitivi; hanno così rilevato che gli esperti intervistati classificano l'istruzione come il fattore più importante implicato in queste differenze, con la genetica al secondo posto (che spiegherebbe il 15% delle differenze cognitive, con un'elevata variabilità tra le stime dei diversi esperti) e salute, ricchezza, geografia, clima, e la politica come i fattori più importanti a seguire. Lo studio ha anche esaminato i test cognitivi condotti in Europa meridionale, i quali mostrano risultati inferiori a quelli di Europa centrale, Nord Europa, Europa occidentale e Nord America, attribuendo le cause ad istruzione e genetica (che spiegherebbe circa il 15% del gap) seguiti da cultura e politica, quest'ultima caratterizzata dal valore più alto riscontrato nello studio (9%). Circa il 90% degli esperti che hanno partecipato al sondaggio ritiene comunque che vi sia una qualche componente genetica nei gap internazionali dei test cognitivi.